# Liste der Straßen und Plätze in Fürstenwalde/Spree
Die Liste der Straßen und Plätze in Fürstenwalde/Spree umfasst alle Straßen und Plätze der Stadt Fürstenwalde/Spree mit einer kurzen Erklärung. Die Beschreibung beinhaltet Informationen zur aktuellen und gegebenenfalls früheren Bezeichnung, die geografische Lage, die Straßenlänge bzw. die Platzgröße sowie Besonderheiten.

## Entwicklungsphasen
Die Namen der Straßen und Plätze in Fürstenwalde lassen sich grob mehreren Entwicklungsphasen zuordnen: Zunächst gibt es die historischen Straßenbezeichnung im Bereich der mittelalterlichen Stadt, die bereits in ihrer heutigen oder einer ähnlichen Form auf der ältesten erhaltenen Karte der Stadt von 1725 verzeichnet sind.
Die zweite Phase betrifft die gründerzeitlichen Erweiterungen der Stadt ab der zweiten Hälfte des 19. Jahrhunderts. Hier wurden zunächst die Gebiete zwischen der mittelalterlichen Stadt und der 1842 eröffneten Eisenbahnlinie Berlin–Frankfurt (Oder) neu bebaut. Ebenso entstanden nördlich der Eisenbahn, westlich der heutigen Martin-Luther-Straße im Zuge der industriellen Entwicklung des Bereiches neue Straßen, wobei sich die in nördliche Richtungen laufenden Straßen häufig aus bereits vorhandenen Verbindungswegen in Nachbarorte entwickelten.
Anfang des 20. Jahrhunderts wurde auch der zu Fürstenwalde gehörende Teil südlich der Spree entwickelt. Dies vollzog sich parallel zur planmäßigen Erweiterung des Ortes Ketschendorf, der unmittelbar jenseits der Stadtgrenze lag. Beide Orte wuchsen in dieser Zeit zusammen.
Zwischen den Weltkriegen wurden vor allem im Norden der Stadt durch Anlage eines regelmäßigen Straßenrasters nördlich der Dr.-Goltz-Straße und östlich der Küstriner Straße große Gebiete neu erschlossen. Auch östlich des Zentrums entstanden einige neue Straßen.
Viele Straßen erhielten in der Nachkriegszeit neue Namen, da die vorhandenen als belastet angesehen wurden und/oder neue Persönlichkeiten geehrt werden sollten. Ein weiterer Zeitpunkt vieler Umbenennung war die Eingemeindung von Ketschendorf im Jahr 1951: Da in beiden Orten Straßennamen doppelt vorkamen, wurde jeweils eine der Straßen neu benannt. In der weiteren DDR-Zeit entstanden einige Großwohnanlagen durch Überprägung vorhandener Bereiche, unter Nutzung der vorhandenen Straßenstruktur oder durch Neuanlage in unbebauten Bereichen. In der Regel wurden dabei auch neue Straßennamen vergeben.
Unmittelbar nach der Wende wurden Anfang der 1990er Jahre wiederum einige belastete Straßennamen getilgt, teilweise wurden frühere Bezeichnungen wieder vergeben. Einige Areale großer Industriebetriebe und Kasernenanlagen wurden zu Gewerbe- oder Wohngebieten mit neuen Straßen umgewandelt. Weiterhin entstanden neue Siedlungen, vor allem im Stadtteil Süd. Der Bereich Ausbau Ost wird seit 2014 durch Einzelbenennung der dortigen Straßen neu geordnet.

### Straßenbezeichnungen nach Frauen und Männern
Aufgrund des Ungleichgewichts zwischen den Fürstenwalder Straßen und Plätzen, die nach Männern und denen die nach Frauen benannt sind, beschloss die Stadtverordnetenversammlung der Stadt Fürstenwalde/Spree am 15. März 2012 Frauen als Persönlichkeiten im Stadtbild erlebbarer zu machen. So soll bei Straßenneu- und -umbenennungen die Vergabe eines weiblichen Namens geprüft werden. Seit dem Beschluss sind 16 Straßen nach einer Frau, sieben Straßen nach einem Mann sowie 16 Straßen nach keiner speziellen Person benannt worden. Aktuell (April 2024) gibt es in Fürstenwalde 25 Straßen, die nach einer Frau benannt sind.

## Legende
Die nachfolgenden Tabellen geben eine Übersicht über Fürstenwalder Straßen und Plätze sowie einige dazugehörige Informationen. Im Einzelnen sind dies:
- Name: Aktuelle Bezeichnung der Straße oder des Platzes sowie ein Koordinatenlink auf die ungefähre Mitte.
- Länge/Größe: Länge der Straße, Größe des Platzes.
- Namensherkunft: Herleitung des Namens.
- Jahr der Benennung: Zeitpunkt, zu dem die Straße ihren heute gültigen Namen erhielt.
- Anmerkungen: Beschreibung der Lage in der Stadt, Besonderheiten.
- Bild: Bild der Straße oder eines anliegenden Objektes.

## Straßen und Plätze im heutigen Stadtgebiet
| Anfangsbuchstabe des Straßennamens: A B C D E F G H I J K L M N O P Q R S T U V W Z |

| Name                               | Länge/Größe                      | Namensherkunft | Jahr der Benennung             | Anmerkungen | Bild                                                           |  |
| ---------------------------------- | -------------------------------- | --- | ------------------------------ | --- | -------------------------------------------------------------- |  |
| Akazienweg Lage                    | 360 m                            | Akazien |                                | Der Weg liegt im Stadtteil Süd und geht unmittelbar südlich der Autobahn A 12 von der Alten Petersdorfer Straße nach Westen ab in den Wald. Am Weg lag ein Arbeitslager des KZ Sachsenhausen. |                                                                |  |
| Albert-Einstein-Straße Lage        | 200 m                            | Albert Einstein (1879–1955), bedeutender theoretischer Physiker, Nobelpreisträger                                                                                       | 1951                           | Die Straße liegt im Stadtteil Süd und geht von der Beeskower Chaussee Richtung Norden ab. Sie erschließt die Robert-Koch-Straße und die Wilhelm-Röntgen-Straße. |                                                                |  |
| Albert-Genz-Straße Lage            | 310 m                            | Albert Genz, Ketschendorfer Buchdrucker | um 1950                        | Die Straße liegt im Stadtteil Süd zwischen Kastanienweg und An der Kohlenbahn. 1933 wurde die Straße in Leo-Schlageter-Straße umbenannt. |                                                                |  |
| Albert-Kleeberg-Straße Lage        | 200 m                            | Albert Kleeberg, Fürstenwalder Gewerkschaftssekretär in den 1920er Jahren                                                                                               | 1951                           | Die Albert-Kleeberg-Straße befindet sich im Stadtteil Mitte im Bereich der alten Amtskolonie. Sie liegt zwischen Lindenstraße und Uferstraße. Die Straße hieß seit 1900 Spreestraße. Ihren heutigen Namen erhielt sie wegen der Namensdopplung aufgrund der Eingemeindung Ketschendorfs. |                                                                |  |
| Alexisstraße Lage                  | 300 m                            | Willibald Alexis (1798–1871), Schriftsteller und Dichter | 1934                           | Die Alexisstraße liegt im Stadtteil Süd im Bereich Westend. Sie liegt zwischen der Johannes-R.-Becher-Straße und der Rauener Straße. |                                                                |  |
| Alte Langewahler Chaussee Lage     | 1900 m                           | Langewahl, Nachbargemeinde | 1854                           | Die Straße liegt im Stadtteil Süd zwischen August-Bebel-Straße und Beeskower Chaussee. Sie verband einst Ketschendorf mit Langewahl. Heute wird sie durch die Kreisbahn Fürstenwalde-Beeskow geteilt. Der Bahnübergang ist nur für Fußgänger und Radfahrer passierbar. Zur besseren Unterscheidung von der Langewahler Straße wurde 1992 der Langewahler Chaussee das Attribut „Alte“ vorangestellt. |                                                                |  |
| Alte Neuendorfer Straße Lage       | 250 m                            | Neuendorf im Sande, Nachbarort, Ortsteil der Gemeinde Steinhöfel | 1869                           | Die Straße liegt im Stadtteil Mitte zwischen der Eisenbahnstraße und Seelower Straße. Parallel wurde auch die Bezeichnung Neuendorfer Straße verwendet. |                                                                |  |
| Alte Petersdorfer Straße Lage      | 1570 m                           | Petersdorf, Nachbarort, Ortsteil der Gemeinde Bad Saarow | ca. 1813                       | Die Straße liegt im Stadtteil Süd. Sie ist der südlich der Langen Straße gelegene Teil der historischen Verbindung Fürstenwalde-Petersdorf. |                                                                |  |
| Alter Postweg Lage                 | 630 m                            | historische Postroute Richtung Westen (Rauen, Markgrafpieske, Storkow (Mark))                                                                                           | 1863                           | Der Alte Postweg liegt im Stadtteil Süd im Bereich Westend zwischen Rauener Straße und Johannes-R.-Becher-Straße/Stadtgrenze. Nach E. Unger wurde Fürstenwalde 1711 Poststelle an der Strecke Berlin-Frankfurt (Oder). Die Straße setzt sich mit diesem Namen in den Nachbargemeinden fort. |                                                                |  |
| Altstadt Lage                      | 610 m                            | historischer Siedlungsplatz | ca. 1450 (Flurname)            | Die Straße liegt im Stadtteil Mitte zwischen Altstädter Platz und Dr.-Wilhelm-Külz-Straße. Für 1466 ist der Begriff alden Stadt und eine Bebauung belegt. Vermutlich lag hier ein slawischer Fischerkietz. 1723 war der Bereich unbebaut. Die Straße wurde 2012 bis zur Dr.-Wilhelm-Külz-Straße verlängert. |                                                                |  |
| Altstädter Platz Lage              | 2300 m²                          | Bezug zur Straße Altstadt | vor 1885                       | Der Platz liegt zwischen Altstadt und Altstädter Ring im Stadtteil Mitte. Seine frühere Bezeichnung war Pest-Kirchhof. Pestjahre in Fürstenwalde waren 1346, 1438, 1550, 1598, 1605, 1626 und 1637. |                                                                |  |
| Altstädter Ring Lage               | 170 m                            | Bezug zum Altstädter Platz | 2019                           | Die Ringstraße liegt im Stadtteil Mitte und schließt südlich an den Altstädter Platz an. Durch den Maria-Merian-Weg besteht eine Verbindung zum Spreeuferpark. |                                                                |  |
| Am Alten Sauerstoffwerk Lage       | 240 m                            | früheres Sauerstoffwerk des VEB Chemie- und Tankanlagenbau | 1997                           | Die Straße liegt im Stadtteil Nord im Gewerbegebiet Pintsch. Sie ist eine Sackgasse westlich der Straße Am Heizwerk. |                                                                |  |
| Am Bahndamm Lage                   | 870 m                            | parallele Trasse der Kreisbahn Fürstenwalde-Beeskow | 1994                           | Die Straße befindet sich im Stadtteil Süd im Gewerbegebiet Tränkeweg. Es handelt sich um eine vom Tränkeweg nach Nordosten abgehende Sackgasse. |                                                                |  |
| Am Bahnhof Lage                    | 90 m                             | Bahnhof Fürstenwalde (Spree) | vor 1890                       | Die Straße liegt im Stadtteil Mitte zwischen Eisenbahnstraße und Karl-Marx-Straße. Ursprünglich war es eine Stichstraße zur Anbindung des 1842 eröffneten Bahnhofs an die Müncheberger Chaussee (heute Eisenbahnstraße). | Straße und Bahnhof Fürstenwalde (Spree)                        |  |
| Am Berghang Lage                   | 560 m (Haupt- + Nebenweg)        | Hangkante der Lebuser Platte (lokal „Weinberge“) | 1950                           | Die Straße liegt im Stadtteil Nord westlich der Ernst-Thälmann-Straße. Sie entstand 1929 unter dem Namen Zeppelinstraße. |                                                                |  |
| Am Festplatz Lage                  | 170 m                            | Festplatz der Stadt Fürstenwalde/Spree | 2013                           | Die Straße liegt im Stadtteil Mitte westlich des Stadtparks. Sie dient als Zufahrt zum Wirtschaftseingang des Heimattiergartens. Aktuell (2022) wird die Neubebauung des Quartiers, einschließlich der Verlagerung des Festplatzes und Umverlegung der Straße geplant, sodass eine Umbenennung wahrscheinlich ist. |                                                                |  |
| Am Heizwerk Lage                   | 850 m                            | Heizwerk des ehemaligen VEB Chemie- und Tankanlagenbau | 1994                           | Die Straße liegt im Stadtteil Nord im Gewerbegebiet Pintsch zwischen Julius-Pintsch-Ring und Hegelstraße. |                                                                |  |
| Am Kaiserhof Lage                  | 40 m                             | Hotel Kaiserhof | 2013                           | Die Straße im Stadtteil Mitte liegt zwischen Friedrich-Engels-Straße und Dr.-Wilhelm-Külz-Straße. |                                                                |  |
| Am Markt Lage                      | 90 m                             | Marktplatz | 1995                           | Der Marktplatz liegt im Stadtteil Mitte zwischen Reinheimer Straße und Rathausstraße. Markttage sind Dienstag, Donnerstag und Freitag. Der Platz erhielt 1995 wieder seinen historischen Namen, nachdem er zu DDR-Zeiten als Platz nicht mehr existierte und der Mühlenstraße zugeordnet war. | Marktplatz mit Altem Rathaus                                   |  |
| Am Niederlagetor Lage              | 140 m (+ 150 m als Privatstraße) | Wirtschaftstor an der Niederlage | 19. Jahrhundert                | Die Straße liegt im Stadtteil Mitte südöstlich des Goetheplatzes. Niederlage bezeichnet eine Fläche, auf der durchreisende Kaufleute ihre Waren niederlegen (zum Kauf anbieten). Fürstenwalde bezog seinen Reichtum im Mittelalter aus der Tatsache, dass die Spree nur bis hierhin schiffbar war. Das Niederlagetor, auch „Pforte“ oder „Wassertor“ genannt, war ein Wirtschaftstor an der Niederlage. Es hat sich noch in Resten erhalten und ist somit das älteste erhaltene Bauwerk der Stadt. | Niederlagetor                                                  |  |
| Am Nordstern Lage                  | 30 m                             | früheres Symbol der ansässigen Firma | 2011                           | Die Straße liegt im Stadtteil Nord zwischen Trebuser Straße und Ernst-Thälmann-Straße, dessen Teil sie ursprünglich war. Die Firma, auf die sich der Name bezog, hat zwischenzeitlich ihren Namen und ihr Symbol geändert. |                                                                |  |
| Ampferweg Lage                     | 1810 m                           | Ampfer, Pflanzengattung | 1993                           | Der Ampferweg liegt im Ortsteil Heideland als erste Parallele der Hangelsberger Chaussee. Er trug vorher den Namen Straße A. |                                                                |  |
| Am Rechenzentrum Lage              | 150 m                            | Rechenzentrum | 1972                           | Die Straße liegt im Stadtteil Mitte im Bereich der alten Amtskolonie zwischen Lindenstraße und Uferstraße und existiert seit dem 18. Jahrhundert. An ihr lag einst der Koloniefriedhof, daher trug sie vorher den Namen Totengasse. Die Umbenennung erfolgte mit Bau des Rechenzentrums, das heute zu Wohnungen umgebaut ist. |                                                                |  |
| Am Schloßturm Lage                 | 720 m²                           | Turm der Bischofsburg | 1988                           | Die platzartige Fläche zwischen Kehrwiederstraße und Schloßstraße entstand im Zuge der Neubebauung der Innenstadt Ende der 1980er Jahre. Da es sich um einen Eigennamen handelt, ist die Schreibweise mit ß korrekt. |                                                                |  |
| Amselweg Lage                      | 1400 m                           | Amsel, Singvogel | 1932                           | Der Amselweg befindet sich im Stadtteil Nord. Ursprünglich nur westlich der Trebuser Straße (Vogelsiedlung) reicht er heute im Osten bis zur Straße Weinbergsgrund. |                                                                |  |
| Am Stadtpark Lage                  | 300 m                            | Fürstenwalder Stadtpark | 1934                           | Die Straße im Stadtteil Mitte verbindet die Parkallee mit der Karl-Marx-Straße. Die Bebauung entstand nach 1937. |                                                                |  |
| Am Stern Lage                      | 2360 m²                          | Straßenkreuz (6 Straßen) | 2001                           | Der Platz im Stadtteil Mitte wurde als Fußgängerbereich neu angelegt. An seiner Stelle lag einst der Denkmalsplatz, der zwischenzeitlich auch Platz der Republik hieß. Zu DDR-Zeiten war er Teil des Ottomar-Geschke-Platzes und der Friedrich-Engels-Straße. | Platz Am Stern                                                 |  |
| Am Waldemarplatz Lage              | 80 m                             | Waldemarplatz | vor 1935                       | Die Straße im Stadtteil Süd befindet sich zwischen Waldemarstraße und Krausestraße. Obwohl es zu Verwechslungen mit dem Waldemarplatz kommt, haben die Anwohner eine geplante Umbenennung der Straße 2020/21 abgelehnt. |                                                                |  |
| Am Wasserturm Lage                 | 220 m                            | Wasserturm |                                | Straße im Stadtteil Mitte im Bereich der alten Amtskolonie. Östlichste Verbindung zwischen Lindenstraße und Uferstraße. |                                                                |  |
| An der Autobahn Lage               | 410 m                            | Autobahn A 12 | 1951                           | Straße in Süd zwischen Alte Petersdorfer Straße und Friedenstraße. Die Straße hieß vorher seit 1934 Saarstraße. |                                                                |  |
| An der Bahn Lage                   | 550 m                            | Bahnstrecke Berlin-Frankfurt (Oder) | 1994                           | Straße im Gewerbegebiet Pintsch im Stadtteil Nord, bildet einen Halbring südlich der Straße Am Heizwerk. |                                                                |  |
| An der Kohlenbahn Lage             | 390 m + 650 m                    | Transportbahn aus den Rauener Kohlegruben zur Spree. | ca. 1840                       | Die Straße in Süd besteht aus zwei unverbundenen Teilen: Der südliche Teil liegt nördlich und südlich des Rauener Kirchwegs. Der nördliche Teil liegt zwischen Kastanienweg und Lange Straße. Zwischen beiden Teilen befindet sich ein Grünzug. |                                                                |  |
| An der Oderbruchbahn Lage          | 990 m                            | Oderbruchbahn, Strecke Fürstenwalde-Wriezen | vor 1930                       | Die Straße befindet sich im Stadtteil Nord im Bereich Ausbau Ost. Sie führt östlich parallel zur Bahnstrecke vom Bahnübergang Julian-Marchlewski-Straße nach Norden. Hinter dem Bahnübergang Siedlerweg schwenkt sie von der Trasse weg. Die Straße begann ursprünglich weiter südlich am Bahnübergang Ehrenfried-Jopp-Straße. Dieser Teil wurde durch den Bau eines Garagenkomplexes in den 1980er Jahren abgehängt. |                                                                |  |
| An der Staatsreserve Lage          | 880 m                            | Staatsreserve der DDR(?) | 2009                           | Die Straße liegt westlich der Hegelstraße im Stadtteil Nord und ist die zentrale Erschließungsstraße des Gewerbegebiets Hegelstraße. |                                                                |  |
| Annemirl-Bauer-Straße Lage         | 160 m                            | Annemirl Bauer (1939–1989), Malerin, Grafikerin, DDR-Systemkritikerin                                                                                                   | 2019                           | Die Annemirl-Bauer-Straße liegt im Stadtteil Süd im Wohngebiet Ketschendorfer Feldmark. Sie befindet sich zwischen der Charlotte-Apel-Straße und der Emma-Reich-Straße. |                                                                |  |
| Artur-Becker-Straße Lage           | 240 m                            | Artur Becker (1905–1938), kommunistischer Politiker, MdR | 1974                           | Die Artur-Becker-Straße im Stadtteil Mitte verbindet die Reinheimer Straße und die Fiete-Schulze-Straße. Der Abschnitt vor den Hausnummern 5–12 folgt in etwa dem Verlauf der früheren Mauerstraße. |                                                                |  |
| Auf den Weinbergen Lage            | 690 m                            | frühere Weinberge an der Hangkante zur Lebuser Platte, früherer Weinanbau                                                                                               | um 1930                        | Die Straße in Nord liegt zwischen Rebstockstraße und Rudolf-Diesel-Straße. Die Straße gleichen Namens an der Molkenberger Straße wurde 2018 zur besseren Unterscheidung in Weinbergshöhe umbenannt. |                                                                |  |
| August-Bebel-Straße Lage           | 2140 m                           | August Bebel (1840–1913), sozialistischer Politiker und Publizist, MdR                                                                                                  | 1953                           | Die August-Bebel-Straße ist die Hauptstraße des Stadtteils Süd. Sie beginnt an der Spreebrücke und geht südlich des Rauener Kirchwegs in die Saarower Chaussee über. Auf ihrer gesamten Länge ist sie Teil der Landesstraße 35. Die Straße existiert seit ca. 1815. Vor 1900 wurde die Ketschendorfer Chaussee in Chausseestraße umbenannt. Es war die Verbindung von Fürstenwalde Richtung Süden über Ketschendorf. Der heutige Straßenzug Johann-Sebastian-Bach-Straße/Juri-Gagarin-Straße hieß zwischen 1945 und 1950 oder 1955 ebenso August-Bebel-Straße. |                                                                |  |
| August-Crelle-Straße Lage          | 160 m                            | August Crelle (1780–1855), Mathematiker, Architekt und Ingenieur, legte 1836 den Entwurf der Bahnstrecke Berlin-Frankfurt (Oder) über Fürstenwalde vor                  | 2013                           | Die August-Crelle-Straße ist eine Sackgasse südlich der Straße An der Staatsreserve im Gewerbegebiet Hegelstraße im Stadtteil Nord. Sie dient als Zufahrt für ein Bahnbauunternehmen. |                                                                |  |
| Ausbau Ost Lage                    | 690 m (Hauptzug)                 | Stadterweiterung östlich der ehemaligen Oderbruchbahn | vor 1935                       | Die Gebietsbezeichnung Ausbau Ost im Stadtteil Nord galt für ein ganzes Straßengeflecht auf einer Fläche von etwa 22 Hektar. Aufgrund diverser Probleme beim gezielten Auffinden bestimmter Hausnummern werden seit 2014 nach und nach die einzelnen Straßen und Wege eigenständig benannt. So entstanden bislang der Morgenländerweg, Zum Gleis und der Rosengartenweg. Zuletzt wurde Anfang 2020 die Ehrenfried-Jopp-Straße verlängert. |                                                                |  |
| Ausbau West-Bahnhaus Lage          | 410 m                            | altes Bahnwärterhaus |                                | Die Straße befindet sich als einzige des Ortsteils Heideland nördlich der Bahntrasse. Sie liegt östlich des Pipergestells. Im Namen hat sich der frühere Namen Ausbau West des Ortsteils erhalten. |                                                                |  |
| Auto-Focus Lage                    | 430 m                            | Konzentration Kfz-Gewerbebetriebe (v. a. Autohäuser) | 1994                           | Die Straße erschließt das gleichnamige Gewerbegebiet. Sie geht westlich der Saarower Chaussee ab. |                                                                |  |
| Bahnhofstraße Lage                 | 760 m                            | Bahnhof Ketschendorf | nach 1911                      | Die Straße im Stadtteil Süd geht von der August-Bebel-Straße im Bereich des Ketschendorfer Angers bis zur Langewahler Straße. In der Nähe des früheren Bahnhofs befindet sich heute der Haltepunkt Fürstenwalde-Süd an der Kreisbahn Fürstenwalde-Beeskow. |                                                                |  |
| Beerenweg Lage                     | 320 m                            | Beere, Frucht | 1951                           | Der Beerenweg befindet sich im Stadtteil Süd im Bereich Gutswiesen. Er liegt zwischen dem Gutswiesenweg und dem Weideweg. Die Straße hieß vorher Siedlerweg. Mit Eingemeindung Ketschendorfs nach Fürstenwalde wurde der Name verändert, da er in Fürstenwalde schon existierte. |                                                                |  |
| Beerfelder Straße Lage             | 1340 m                           | Beerfelde, Ortsteil der Gemeinde Steinhöfel |                                | Hauptstraße im Ortsteil Trebus Richtung Beerfelde. Die Straße, Teil der Bundesstraße 168, geht von der Fürstenwalder Straße bis zur Gemarkungsgrenze. |                                                                |  |
| Beeskower Chaussee Lage            | 1380 m                           | Beeskow, Kreisstadt des Landkreises Oder-Spree | 1964                           | Die Beeskower Chaussee im Stadtteil Süd ist die historische Fortsetzung der Langewahler Straße Richtung Südosten. Ihr früherer Name war entsprechend Langewahler Chaussee, nicht zu verwechseln mit der Straße gleichen Namens, die heute Alte Langewahler Chaussee heißt. Heute geht die Beeskower Chaussee von der Lise-Meitner-Straße bis zur Gemarkungsgrenze. |                                                                |  |
| Beethovenstraße Lage               | 690 m                            | Ludwig van Beethoven (1770–1827), Komponist und Pianist | 1951                           | Die 1927 angelegte Straße im Stadtteil Nord reicht von der Martin-Luther-Straße bis zur Richard-Wagner-Straße. Vorheriger Name war Graudenzer Straße. |                                                                |  |
| Bergschlößchenweg Lage             | 330 m                            | Bergschlößchen |                                | Der Bergschlößchenweg ist eine grenzbildende Straße zu Rauen im Bereich Westend. Er liegt zwischen dem Akazienweg (Rauen) und dem Lindenweg (Rauen) und liegt auf der Rauener Gemarkung. Zu Fürstenwalde gehören die Hausnummern ab 24. Da es sich um einen Eigennamen handelt, ist die Schreibweise mit ß korrekt. |                                                                |  |
| Bergstraße Lage                    | 380 m                            | nahe des ehemaligen Galgenbergs | vor 1860                       | Die Bergstraße im Stadtteil Mitte verbindet in einem Bogen die Eisenbahnstraße mit der Gartenstraße. |                                                                |  |
| Berkenbrücker Chaussee Lage        | 2760 m                           | Berkenbrück, Nachbargemeinde |                                | Verlängerung der Lindenstraße, Ortsverbindungsstraße zwischen Bundesstraße 168 und Gemarkungsgrenze. Sie ist auf ihrer gesamten Länge Teil der Landesstraße 38. |                                                                |  |
| Berliner Straße Lage               | 290 m                            | Berlin, Bundeshauptstadt | 1880                           | Die Berliner Straße im Stadtteil Mitte zwischen Eisenbahnstraße und Altstädter Platz hieß vor 1880 Berliner Vorstadt. Sie lag einst vor dem Müncheberger Tor und war der Beginn der alten Verbindungsstraße in die Stadt Berlin. |                                                                |  |
| Bettina-von-Arnim-Straße Lage      | 370 m                            | Bettina von Arnim (1785–1859), Schriftstellerin | 1995                           | Die Bettina-von-Arnim-Straße liegt im Stadtteil Süd zwischen Hauffstraße bzw. Erich-Weinert-Siedlung und Rückertstraße. |                                                                |  |
| Birkenweg Lage                     | 490 m                            | Birken | 1933                           | Der Birkenweg bildet den westlichen Abschluss der Vogelsiedlung in Nord. Er befindet sich zwischen Vogelweg und Amselweg. Der Kastanienweg in Süd hieß ursprünglich ebenso Birkenweg. Wegen der Namensdopplung wurde er bei der Eingemeindung Ketschendorfs umbenannt. |                                                                |  |
| Bischofstraße Lage                 | 70 m                             | Fürstenwalde als Sitz des Bistums Lebus (1385–1598) | 1885                           | Die Bischofstraße liegt zwischen Clausiusstraße und Lebuser Straße in Mitte. |                                                                |  |
| Blumenstraße Lage                  | 170 m                            | Blume als Schmuckelement, ggf. frühere Nutzung im Zusammenhang mit dem alten Friedhof                                                                                   | ca. 1930                       | Die Blumenstraße in Mitte verbindet die Wilhelmstraße und die Lindenstraße. |                                                                |  |
| Borodinstraße Lage                 | 110 m                            | Alexander Porfirjewitsch Borodin (1833–1887), russischer Komponist, Chemiker und Mediziner                                                                              | 1951                           | Die Borodinstraße in Nord verbindet die Nikolaus-Kopernikus-Straße und die Galileo-Galilei-Straße. Ihr früherer Name war seit 1933 Hohensalzaer Straße. |                                                                |  |
| Braunsdorfer Chaussee Lage         | 2420 m                           | Braunsdorf, Nachbarort, Ortsteil der Gemeinde Spreenhagen | nach 1752                      | Die Braunsdorfer Chaussee, ursprünglich Kirchgestell, ist die Ortsverbindungsstraße ins 1752 von der Stadt angelegte und nach dem Fürstenwalder Bürgermeister Braun benannte Kämmereidorf. Entsprechend setzt sie sich auch hinter der Gemarkungsgrenze fort. Ihr ehemaliger östlicher Teil ist heute Teil der Rudolf-Breitscheid-Straße. Zwischenzeitlich hieß sie Von-Reiche-Straße, vermutlich nach dem preußischen General Ludwig von Reiche. |                                                                |  |
| Breitenbachstraße Lage             | 120 m                            | Oskar Breitenbach, Lehrer, Heimatforscher, Stadtverordnetenvorsteher (1908–1919)                                                                                        | 1933                           | Die Breitenbachstraße liegt zwischen der Rudolf-Breitscheid-Straße und der Lotichiusstraße im Bereich Spreevorstadt im Stadtteil Süd. Sie entstand durch Überbauung des früheren Lotichiusplatzes. |                                                                |  |
| Breite Straße Lage                 | 1390 m (Hauptzug)                | (ursprüngliche?) Straßenbreite | vor 1933                       | Die Breite Straße ist die zentrale Erschließung der Wohnbereiche an der südwestlichen Stadtgrenze. Sie beginnt an der Langen Straße und endet im Wohngebiet Grüner Grund. |                                                                |  |
| Briesener Straße Lage              | 250 m                            | Briesen (Mark), Gemeinde in der Nähe | 1964                           | Die Briesener Straße beginnt an der Seilerstraße und führt nach Norden bis kurz vor die Bahntrasse. Die Straße entstand 1876 und hieß ursprünglich Düppelstraße, zur Erinnerung an die Erstürmung der Düppeler Schanzen 1864. |                                                                |  |
| Brombeerweg Lage                   | 1420 m                           | Brombeeren | 1993                           | Der Brombeerweg im Ortsteil Heideland befindet sich zwischen Irisweg und Erikaweg. Der frühere Name war Straße B. |                                                                |  |
| Buchenweg Lage                     | 500 m                            | Buchen, Pflanzengattung | nach 1945                      | Der Buchenweg befindet sich im Stadtteil Süd zwischen Grenzstraße und Robinienweg. Die Straße hieß seit 1933 Ahornsiedlung. Der zur Lange Straße führende Abschnitt (Hausnummern 17–24) ist seit 1998 Teil des Robinienwegs. |                                                                |  |
| Buchholzer Chaussee Lage           | 1760 m                           | Buchholz, Ortsteil der Gemeinde Steinhöfel |                                | Die Buchholzer Chaussee ist eine Ortsverbindungsstraße nach Buchholz. Sie beginnt an der Steinhöfeler Chaussee und setzt sich hinter der Gemeindegrenze fort. Unmittelbar östlich der Chaussee lag die Trasse der Oderbruchbahn, auf der heute ein regionaler Radweg verläuft. |                                                                |  |
| Buchholzer Straße Lage             | 440 m                            | Buchholz, Ortsteil der Gemeinde Steinhöfel |                                | Die Buchholzer Straße im Ortsteil Trebus beginnt an der Fürstenwalder Straße. Es ist die historische Verbindung nach Buchholz. |                                                                |  |
| Buckower Straße Lage               | 190 m                            | Buckow (Märkische Schweiz), Stadt in der Nähe | 1876                           | Die Buckower Straße im Stadtteil Mitte beginnt an der Seilerstraße. Sie führt nach Norden bis zur Bahntrasse. |                                                                |  |
| Buggenhagenstraße Lage             | 510 m + 100 m                    | Johannes Bugenhagen (1485–1558), Reformator und Weggefährte Martin Luthers                                                                                              | 1934                           | Die Buggenhagenstraße auf dem früheren Kirchenacker im Stadtteil Nord besteht aus zwei durch die westliche Bebauung an der Käthe-Kollwitz-Straße getrennte Teile: Der westliche Teil beginnt an der Martin-Luther-Straße und reicht bis hinter die Tschaikowskistraße. Der östliche Teil liegt zwischen der Käthe-Kollwitz-Straße und der Ehrenfried-Jopp-Straße. In die ursprüngliche und korrekte Schreibweise Bugenhagenstraße wurde eines Tages ein zweites „g“ eingefügt. Dies könnte aus der schriftlichen Wiedergabe einer unsauberen Aussprache des Namens zu einem Zeitpunkt entstanden sein, an dem weder der Hintergrund des Namens bekannt war noch bei den Akteuren Kenntnis über die richtige Schreibung gab. Die Doppel-g-Schreibung ist erst in der DDR-Zeit belegt. |                                                                |  |
| Bullenweg Lage                     | 70 m                             | naheliegender Bullenturm als Teil der ursprünglichen Stadtbefestigung                                                                                                   | 2013                           | Der Geh- und Radweg liegt zwischen Goetheplatz und Berliner Straße. |                                                                |  |
| Buschgarten Lage                   | 860 m (Hauptzug)                 | urbar gemachte und zum Gemüseanbau genutzte Gärten |                                | Das Gebiet bildet das östliche Ende des Stadtteils Nord und schließt an den Bereich Ausbau Ost an. |                                                                |  |
| Carl-Maria-von-Weber-Straße Lage   | 210 m                            | Carl Maria von Weber (1786–1826), Komponist, Dirigent und Pianist |                                | Die Carl-Maria-von-Weber-Straße befindet sich in der Reifenwerksiedlung im Stadtteil Süd. |                                                                |  |
| Charlotte-Apel-Straße Lage         | 110 m                            | Charlotte Apel (1908–2011), Diakonisse in den Samariteranstalten | 2016                           | Die Charlotte-Apel-Straße im Wohngebiet Ketschendorfer Feldmark im Stadtteil Süd liegt zwischen der Langewahler Straße und der Edeltraut-Soot-Straße. Es handelt sich um den ehemaligen nordöstlichen Teil des Heuwegs. |                                                                |  |
| Charlotte-Fenske-Straße Lage       | 220 m                            | Charlotte Fenske (1913–2011), NS-Regimekritikerin | 2019                           | Die Charlotte-Fenske-Straße befindet sich im Wohngebiet Ketschendorfer Feldmark in Süd. Sie verbindet die Annemirl-Bauer-Straße mit der Emma-Reich-Straße. |                                                                |  |
| Christian-Mentzel-Promenade Lage   | 280 m                            | Christian Mentzel (1622–1701), Arzt, Botaniker und Sinologe aus Fürstenwalde, kurfürstlicher Leibarzt                                                                   | 2022                           | Die Christan-Mentzel-Promenade befindet sich am nördlichen Spreeufer zwischen Wassergasse und Magazinstraße. Es handelt sich um einen Fuß- und Radweg. Der Weg erhielt seinen Namen zum 400. Geburtstag Christian Mentzels am 15.06.2022. |                                                                |  |
| Clara-Grunwald-Weg Lage            | 100 m                            | Clara Grunwald (1877–1943), Lehrerin, arbeitete im Landwerk Neuendorf, im KZ Auschwitz ermordet                                                                         | 1995                           | Der Clara-Grunwald-Weg ist eine Sackgasse östlich der Ferdinand-Bauer-Straße im Stadtteil Süd nahe des Ketschendorfer Angers. |                                                                |  |
| Clausiusstraße Lage                | 130 m                            | Wilhelm Ludwig Clausius (1812–1878), Bürgermeister (1853–1878) | 1885                           | Die Clausiusstraße im Stadtteil Mitte verbindet die Gröbenstraße mit der Feldstraße. |                                                                |  |
| Clematisweg Lage                   | 1370 m                           | Clematis | 1993                           | Der Clematisweg im Ortsteil Heideland liegt zwischen Irisweg und Pipergestell. Sein ursprünglicher Name war Straße C. |                                                                |  |
| Daheim Lage                        | 280 m                            | Wohlfühlen im eigenen Heim | 1932                           | Die Straße liegt zwischen Juri-Gagarin-Straße und Konstantin-E.-Ziolkowski-Ring. Der frühere westliche Teil heißt seit 1998 Große Freizeit. |                                                                |  |
| Distelweg Lage                     | 1050 m                           | Disteln | 1993                           | Der Distelweg im Ortsteil Heideland läuft südlich der Bahntrasse. Er liegt zwischen Clematisweg und Erikaweg und trug ursprünglich den Namen Straße D. |                                                                |  |
| Domgasse Lage                      | 70 m                             | Dom St. Marien | 1935                           | Die Domgasse im Stadtteil Mitte befindet sich zwischen Domplatz und Kehrwiederstraße. Es handelt sich um eine historische Straße, die ursprünglich Kirchgasse hieß. |                                                                |  |
| Domplatz Lage                      | 3200 m²                          | Dom St. Marien | 1935                           | Der Platz am Fuße des Doms hieß ursprünglich Kirchplatz. | Domplatz und Dom                                               |  |
| Domstraße Lage                     | 60 m                             | Dom St. Marien | 1935                           | Die historische Straße in Mitte liegt zwischen Domplatz und Mühlenstraße und hieß ursprünglich Kirchstraße. | Domstraße und Dom                                              |  |
| Dorothea-von-Reppen-Weg Lage       | 70 m                             | Dorothea von Reppen, wurde 1566 als „Hexe“ hingerichtet | 2012                           | Der Geh- und Radweg liegt zwischen Frankfurter Straße und Gartenstraße im Stadtteil Mitte. |                                                                |  |
| Dr.-Cupei-Straße Lage              | 350 m                            | Dr. Cupei (gest. 1976), Fürstenwalder Arzt | 1994                           | Die Dr.-Cupei-Straße liegt im Gewerbegebiet Pintsch in Nord zwischen Hegelstraße und Fabrikstraße. |                                                                |  |
| Dr.-Goltz-Straße Lage              | 580 m                            | George Friedrich Gottlob Goltz (1802–1852), Diakon, schrieb 1837 umfassende Stadtchronik                                                                                | 1929                           | Die Dr.-Goltz-Straße im Stadtteil Nord verbindet die Trebuser Straße und die Karl-Liebknecht-Straße. Eine 1965 vorgesehene Umbenennung in Heinrich-Rau-Straße wurde nicht durchgeführt. |                                                                |  |
| Drosselweg Lage                    | 240 m                            | Drossel, Singvogel | 1964(?)                        | Der Drosselweg in der Vogelsiedlung im Stadtteil Nord reicht vom Kiefernweg über den Nachtigallenweg hinaus. Ursprünglich hieß der Weg seit 1932 Nietzscheweg. |                                                                |  |
| Dr.-Semmelweis-Straße Lage         | 600 m                            | Ignaz Semmelweis (1818–1865), Chirurg, Geburtshelfer | 1951                           | Die Dr.-Semmelweis-Straße befindet sich im Stadtteil Süd und verbindet Wielandstraße und Lange Straße. Die Straße muss zwischen 1918 und 1933 unter dem Namen Reuterstraße (nach Fritz Reuter) angelegt worden sein. 1945 wurde sie zunächst in Ernst-Thälmann-Straße umbenannt. Zur Auflösung doppelter Straßennamen erhielt sie im Zuge der Eingemeindung Ketschendorfs ihre heutige Bezeichnung. |                                                                |  |
| Dr.-Theodor-Neubauer-Straße Lage   | 500 m                            | Theodor Neubauer (1890–1945), Pädagoge, kommunistischer Politiker, NS-Widerstandskämpfer, im Zuchthaus hingerichtet                                                     | 1975                           | Die Theodor-Neubauer-Straße liegt im Stadtteil Nord zwischen Trebuser Straße und Richard-Strauss-Straße. Sie entstand mit der Errichtung des Viertels. |                                                                |  |
| Dr.-Wilhelm-Külz-Straße Lage       | 1570 m                           | Wilhelm Külz (1875–1948), liberaler Politiker, Reichsinnenminister (1926)                                                                                               | 1950                           | Die Dr.-Wilhelm-Külz-Straße ist eine Hauptstraße (Landesstraße 35) in Mitte zwischen Eisenbahnstraße und Hegelstraße. Ursprünglich hieß sie Promenadenstraße, da sie aus der Stadt zum Stadtpark führte. Zwischenzeitlich (1933–1947) war ihr Name Rüdiger-von-Massow-Straße. | Häuser an der Dr.-Wilhelm-Külz-Straße                          |  |
| Ebereschenstraße Lage              | 250 m                            | Eberesche, Pflanzenart | 1993                           | Die Ebereschenstraße befindet sich im Stadtteil Süd zwischen Lange Straße und Fliederweg. |                                                                |  |
| Edeltraut-Soot-Straße Lage         | 130 m                            | Edeltraut Soot (1913–1984), Lehrerin, Oberstudienrätin (1940–1952), aufgrund ihrer liberal-demokratischen Grundhaltung 1953 verurteilt, 1992 rehabilitiert              | 2017                           | Die Edeltraut-Soot-Straße befindet sich im Wohngebiet Ketschendorfer Feldmark in Süd. Sie liegt zwischen Krausestraße und Charlotte-Apel-Straße. |                                                                |  |
| Ehrenfried-Jopp-Straße Lage        | 1870 m                           | Ehrenfried Jopp (1895–1930), Bürger, von SA-Leuten in der Straße ermordet                                                                                               | 1945                           | Die Ehrenfried-Jopp-Straße führt parallel Bahntrasse in Nord von der Trebuser Straße bis Buschgarten. Die Straße entstand 1875 unter dem Namen Forststraße bzw. östlich der Oderbruchbahn Verlängerte Forststraße, da sie seinerzeit durch den Forst in die Morgenländer führte. Anfang 2020 wurde die Straßenbezeichnung auf den Abschnitt vom Morgenländerweg bis Buschgarten ausgedehnt, sodass sie ihre heutige Länge erhielt. |                                                                |  |
| Eisenbahnstraße Lage               | 1180 m                           | Eisenbahnanschluss, Straße zum Bahnhof | 1992                           | Die Eisenbahnstraße entstand ursprünglich durch Umbenennung der Müncheberger Chaussee zwischen Frankfurter Straße und Bahnübergang nach Eröffnung der Strecke 1842. Der Name verschwand zunächst als 1951 die Ernst-Thälmann-Straße aus Zusammenfassung diverser Straßen entstand, u. a. Müncheberger Straße zwischen Fischer- und Frankfurter Straße. Die heutige Eisenbahnstraße umfasst den Teil der Ernst-Thälmann-Straße südlich der Bahntrasse und reicht heute von der Straße Am Bahnhof bis zur Spreebrücke. | Eisenbahnstraße                                                |  |
| Elisabeth-Brade-Straße Lage        | 200 m                            | Elisabeth Johanna Anna Brade (1901–1982), Hebamme | 2018                           | Die Elisabeth-Brade-Straße befindet sich beim Wohngebiet Ketschendorfer Feldmark in Süd zwischen Emma-Reich-Straße und Reifenwerk-/Bahnhofstraße. |                                                                |  |
| Emma-Reich-Straße Lage             | 520 m                            | Emma Reich (1857–1931), Pädagogin, Mitgründerin der israelitischen Taubstummenanstalt                                                                                   | 2017                           | Die Emma-Reich-Straße ist die zentrale Erschließungsstraße des Wohngebiets Ketschendorfer Feldmark in Süd. Sie bildet einen Bogen zwischen Langewahler Straße und Krausestraße. |                                                                |  |
| Erich-Weinert-Siedlung Lage        | 460 m (Hauptzug)                 | Erich Weinert (1890–1953), Schriftsteller, Präsident Nationalkomitee Freies Deutschland                                                                                 | nach 1953                      | Die Erich-Weinert-Siedlung besteht aus mehreren Straße. Sie liegen im Stadtteil Süd zwischen Rauener und Lange Straße. |                                                                |  |
| Erich-Weinert-Straße Lage          | 600 m                            | Erich Weinert (1890–1953), Schriftsteller, Präsident Nationalkomitee Freies Deutschland                                                                                 | nach 1953                      | Die Erich-Weinert-Straße befindet sich im Bereich der Spreevorstadt im Stadtteil Süd. Sie liegt zwischen Rudolf-Breitscheid-Straße und Rauener Straße. Sie ist Teil der Landesstraße 36. Die Straße entstand 1929 und hieß ursprünglich Hermann-Löns-Straße. |                                                                |  |
| Erikaweg Lage                      | 650 m                            | Erika, Heidekraut | 1993                           | Die Straße im Ortsteil Heideland liegt zwischen Hangelsberger Chaussee und Distelweg. Ihre ursprüngliche Bezeichnung lautete Straße E. |                                                                |  |
| Erlenweg Lage                      | 370 m (Hauptzug)                 | Erlen, Pflanzengattung |                                | Der Erlenweg befindet sich im Stadtteil Süd zwischen An der Kohlenbahn und Grenzstraße, wobei der Zugang zur Grenzstraße Fußgängern und Radfahrern vorbehalten ist. |                                                                |  |
| Ernst-Grube-Straße Lage            | 110 m                            | Ernst Grube (1890–1945), kommunistischer Politiker, NS-Widerstandskämpfer                                                                                               | ca. 1975                       | Die Ernst-Grube-Straße befindet sich im Stadtteil Nord zwischen Trebuser Straße und Ernst-Thälmann-Straße. Die Straße existiert schon auf dem Stadtplan von 1937. Sie ist dort allerdings nicht bezeichnet. |                                                                |  |
| Ernst-Laas-Straße Lage             | 190 m                            | Ernst Laas (1837–1885), Pädagoge, Philosoph, geboren in Fürstenwalde | 1995                           | Die Ernst-Laas-Straße in Nord liegt zwischen Kantstraße und Karl-Liebknecht-Straße. |                                                                |  |
| Ernst-Thälmann-Straße Lage         | 1540 m                           | Ernst Thälmann (1886–1944), kommunistischer Politiker, Vorsitzender der KPD (1925–1933), im KZ Buchenwald ermordet                                                      | um 1951                        | Die heutige Ernst-Thälmann-Straße liegt zwischen Am Nordstern und Ortsausgangsschild. Sie ist der Rest der früheren Ernst-Thälmann-Straße, die durch Zusammenlegung der Molkenberger Straße (bebauter Bereich), der Müncheberger Chaussee, der Eisenbahnstraße und der Müncheberger Straße entstand und später durch Abriss der Bebauung an der Rosengasse bis zur Spreebrücke verlängert wurde. Der südlich der Bahntrasse befindliche Teil wurde 1992 als Eisenbahnstraße abgetrennt. 2011 wurde das südliche Ende der Ernst-Thälmann-Straße in Am Nordstern umbenannt. Von 1947 bis 1951 trug die vormalige Bülowstraße und heutige Otto-Ulinski-Straße in Nord den Namen Ernst-Thälmann-Straße. Zwischen 1945 und 1951 trug auch die Dr.-Semmelweis-Straße im damaligen Ketschendorf diesen Namen. |                                                                |  |
| Fabrikstraße Lage                  | 640 m                            | Fabriknutzung des Geländes seit 1872 | 1994                           | Die Fabrikstraße liegt im Gewerbegebiet Pintsch im Stadtteil Nord. Sie verbindet die Straße Am Heizwerk mit der Trebuser Straße. |                                                                |  |
| Feldstraße Lage                    | 430 m                            | Straße führte in die Felder | vor 1867                       | Die Feldstraße, die schon vor 1815 existierte, liegt heute zwischen Gartenstraße und Kirchhofstraße im Stadtteil Mitte. Die Kirchhofstraße ist hier bereits als Anrampung zur Brücke über die Bahntrasse gestaltet und nur durch eine Treppe zu erreichen. Durch den Bau der Rampe wurde der nordöstliche Abschnitt der Feldstraße abgetrennt und der Grünstraße zugeschlagen. An der Bergstraße haben beide ankommenden Straßenteile einen kleinen Versatz zueinander. |                                                                |  |
| Feldweg Lage                       | 370 m                            | angrenzende Felder |                                | Der Feldweg im Bereich Gutswiesen im Stadtteil Süd liegt zwischen Heideweg und Verlängerung des Weidewegs. |                                                                |  |
| Fenchelweg Lage                    | 180 m                            | Fenchel, Gemüse-, Gewürz- und Heilpflanze | 1997                           | Der Fenchelweg ist ein nach Nordwesten gehender Seitenweg der Spreestraße in Fürstenwalde-Süd. |                                                                |  |
| Ferdinand-Bauer-Straße Lage        | 610 m                            | Ferdinand Bauer (gest. 1931), Direktor der Bank Einigkeit (1911–1920)                                                                                                   | 1928                           | Die Ferdinand-Bauer-Straße liegt im Stadtteil Süd zwischen Lange Straße und Auto-Focus. Der Teil südlich des Rauener Kirchwegs wurde 1993 zugeschlagen. |                                                                |  |
| Fichtenwinkel Lage                 | 160 m                            | Fichten, Gattung | 1933                           | Der Fichtenwinkel liegt im Stadtteil Nord südlich des Amselwegs im Bereich des Schäferwegs. Die Siedlung auf dem nördlichen Teil der ehemaligen Kavelberge wurde von den Siedlern selbst scherzhaft Fichtenwinkel genannt. |                                                                |  |
| Fichtestraße Lage                  | 410 m                            | Johann Gottlieb Fichte (1762–1814), Erzieher und Philosoph | 1927                           | Die Fichtestraße liegt im Stadtteil Nord. Sie verbindet die Ernst-Thälmann-Straße mit der Kantstraße. |                                                                |  |
| Fiete-Schulze-Straße Lage          | 110 m + 60 m                     | Fiete Schulze (1894–1935), NS-Widerstandskämpfer | 1974                           | Die Fiete-Schulze-Straße im Stadtteil Mitte besteht aus zwei, nur durch eine Treppe verbundene Teile. Der westliche Teil entspricht mit dem westlich anschließenden Erschließungsweg, der zur Frankfurter Straße zählt, dem historischen Töpfergraben vor der nördlichen Stadtmauer. |                                                                |  |
| Fingerkrautweg Lage                | 560 m                            | Fingerkraut, Pflanzengattung | 1993                           | Der Fingerkrautweg befindet sich im Ortsteil Heideland und verbindet den Ampferweg mit dem Distelweg. Die Straße trug seit 1930 den Namen Straße F. |                                                                |  |
| Finkenweg Lage                     | 290 m                            | Finken | 1932                           | Der Finkenweg liegt in der Vogelsiedlung im Stadtteil Nord, zwischen Birkenweg und Nachtigallenweg. |                                                                |  |
| Fischerstraße Lage                 | 120 m                            | Siedlungsplatz der Spreefischer |                                | Die Fischerstraße in Mitte ist eine der ältesten Straßen der Stadt. Heute liegt sie zwischen Mühlenstraße und Eisenbahnstraße, einst reichte sie bis zur Stadtmauer. |                                                                |  |
| Fliederweg Lage                    | 160 m                            | Flieder | 1995                           | Der Fliederweg befindet sich in Süd westlich der Alten Petersdorfer Straße. Er ist südlicher Abschluss des dortigen Wohngebietes und Abtrennung zur Kleingartenanlage Kastanienweg. |                                                                |  |
| Förstereiweg Lage                  | 1570 m                           | Weg zur Försterei Plaaz(?) | 2016                           | Der Förstereiweg befindet sich im Ortsteil Trebus. Seine heutige Bezeichnung erhielt der Seitenweg des Hangelsberger Weges offiziell 2016. Sie ist umgangssprachlich schon vorher verwendet worden. |                                                                |  |
| Frankfurter Straße Lage            | 1460 m                           | Straße Richtung Frankfurt (Oder) | 1880                           | Die Frankfurter Straße liegt im Stadtteil Mitte und hieß bis 1880 Frankfurter Vorstadt. Sie lag einst vor dem Müncheberger Tor und war der Beginn der Verbindungsstraße in die Stadt Frankfurt (Oder). Mit Eingemeindung der Amtskolonie gab es die Frankfurter Straße zweifach. 1904 wurde die Frankfurter Straße der Amtskolonie in Lindenstraße umbenannt. | Geschwister-Scholl-Gymnasium an der Frankfurter Straße         |  |
| Frieda-Engel-Weg Lage              | 120 m                            | Frieda Engel (1894–1977), Verfolgte des NS-Regimes, Unternehmerin | 2017                           | Der Frieda-Engel-Weg befindet sich in der Ketschendorfer Feldmark in Süd. Er liegt zwischen Edeltraut-Soot-Straße und Langewahler Straße, zu der nur ein für Fußgänger und Radfahrer nutzbarer Anschluss besteht. |                                                                |  |
| Friedenstraße Lage                 | 780 m                            | Straße zum Ketschendorfer Friedhof | 1951(?)                        | Die Friedenstraße liegt im Stadtteil Süd und reicht von der Saarower Chaussee bis zur Gemarkungsgrenze zu Petersdorf. 1937 ist sie noch als Friedhofstraße verzeichnet und wurde vermutlich im Zusammenhang mit der Eingemeindung Ketschendorfs umbenannt. |                                                                |  |
| Friedhofstraße Lage                | 350 m                            | Straße zum 1916 angelegten Neuen Friedhof | 1930                           | Die Friedhofstraße führt von der Erich-Weinert-Straße zum Neuen Friedhof. Sie liegt im Bereich Westend im Stadtteil Süd. Der von der Straße abgehende Nordast wurde 1992 der Gottfried-Keller-Straße zugeordnet. Die Friedenstraße (am Ketschendorfer Friedhof) hieß ursprünglich auch Friedhofstraße. |                                                                |  |
| Friedrich-Ebert-Straße Lage        | 590 m                            | Friedrich Ebert (1871–1925), sozialdemokratischer Politiker, Reichspräsident (1919–1925)                                                                                | 1947                           | Die Friedrich-Ebert-Straße in Mitte ist die östlichste Verbindungsstraße zwischen Frankfurter Straße und Lindenstraße. Geplant wurde die Straße in den 1930er Jahren unter dem Namen Ulanenstraße. |                                                                |  |
| Friedrich-Engels-Straße Lage       | 500 m                            | Friedrich Engels (1820–1895), Philosoph, Gesellschaftstheoretiker, Unternehmer                                                                                          | 1947                           | Die Friedrich-Engels-Straße befindet sich im Stadtteil Mitte zwischen Karl-Marx-Straße und Am Kaiserhof. 1863 wurde sie als zweiter Weg nach dem Bahnhof Fürstenwalde (Spree) unter dem Namen Viktoriastraße (auch Victoriastraße) angelegt. Die heutige Mitschurinstraße hieß ab etwa 1945 und bis 1951 ebenso Friedrich-Engels-Straße. |                                                                |  |
| Friedrich-Ludwig-Jahn-Ring Lage    | 280 m (Hauptzug)                 | Friedrich Ludwig Jahn (1778–1852), Pädagoge, „Turnvater“ | 1972                           | Das Wohnviertel Friedrich-Ludwig-Jahn-Ring liegt im Stadtteil Nord südlich der Jahnstraße, die vermutlich auch bei der Namensgebung Pate stand. |                                                                |  |
| Friedrich-Naumann-Platz Lage       | 150 m                            | Friedrich Naumann (1860–1919), Theologe, liberaler Politiker | nach 1945                      | Der Friedrich-Naumann-Platz, ursprünglich eine Freifläche südlich der heutigen Straße, hieß vorher Wilhelmplatz. Wegen der Überbauung wurde im Jahr 2012 die gleichnamige Straße südlich des Platzes in Marie-Harrer-Straße umbenannt. |                                                                |  |
| Friesenstraße Lage                 | 170 m                            | Friedrich Friesen (1784–1814), Pädagoge, Freiheitskämpfer, hat wohl 1814 in Fürstenwalde geweilt                                                                        | 1927                           | Die Friesenstraße befindet sich im Stadtteil Nord zwischen Fichtestraße und Jahnstraße. Das Südende ist platzartig verbreitert. |                                                                |  |
| Fritz-Reuter-Straße Lage           | 720 m                            | Fritz Reuter (1810–1874), Dichter und Schriftsteller niederdeutscher Sprache                                                                                            | ca. 1927                       | Die Fritz-Reuter-Straße liegt in den Bereichen Spreevorstadt und Westend im Stadtteil Süd. Sie erstreckt sich von der Heinrich-Zille-Straße bis zum Liliencronweg. |                                                                |  |
| Fuchskörnung Lage                  | 380 m                            | Flurname und Name des ehemaligen Forsthauses in der Nähe | 2002                           | Die Straße Fuchskörnung liegt im Stadtteil Mitte im Bereich der ehemaligen Ulanenkaserne. Sie ist die nördliche Parallelstraße zur Frankfurter Straße westlich der Neuen Gartenstraße. |                                                                |  |
| Fürstenwalder Straße Lage          | 580 m                            | Straße nach Fürstenwalde | seit 1815 nachgewiesen         | Die Fürstenwalder Straße ist die Hauptstraße des Ortsteils Trebus. Sie beginnt an der Ortsteilgrenze und endet an der Beerfelder Straße. Sie ist komplett Teil der Bundesstraße 168. |                                                                |  |
| Gärtnerstraße Lage                 | 560 m                            | gärtnerische Nutzung im Bereich | 1951                           | Die Gärtnerstraße zwischen August-Bebel-Straße und Langewahler Straße im Stadtteil Süd hieß zwischen 1934 und 1945(?) Roonstraße, danach Breitscheidstraße. Zur Tilgung doppelter Namen erhielt sie ihren heutigen Namen. |                                                                |  |
| Galileo-Galilei-Straße Lage        | 400 m                            | Galileo Galilei (1564–1642), Universalgelehrter, viele Entdeckungen in der Mechanik und Astronomie                                                                      | 1976                           | Die Galileo-Galilei-Straße liegt zwischen Konstantin-E.-Ziolkowski-Ring und Borodinstraße im Stadtteil Nord. Sie war ursprünglich Teil der Richard-Wagner-Straße und wurde durch Bau des Kosmonautenviertels von dieser abgetrennt. Die Richard-Wagner-Straße entstand 1927 und hieß bis 1951 Soldauer Straße. |                                                                |  |
| Gartenstraße Lage                  | 590 m                            | Gartenseite der Gebäude der Frankfurter Vorstadt/Straße | seit 1815 nachgewiesen         | Die Gartenstraße in Mitte reicht von der Eisenbahnstraße bis zur Grünstraße. Bis 1880 hieß der Teil östlich der Kirchhofstraße Buchteweg. Der Teil östlich der Grünstraße wurde 1998 als Neue Gartenstraße abgetrennt. |                                                                |  |
| Gellertstraße Lage                 | 870 m                            | Christian Fürchtegott Gellert (1715–1769), Schriftsteller | vor 1920                       | Die Gellertstraße liegt im Stadtteil Süd und verbindet die August-Bebel-Straße mit der Langen Straße. Zur August-Bebel-Straße besteht eine nur für Radfahrer und Fußgänger nutzbare Verbindung. |                                                                |  |
| Georg-Büchner-Straße Lage          | 230 m                            | Georg Büchner (1813–1837), Schriftsteller, Mediziner, Naturwissenschaftler, Revolutionär                                                                                | vor 1962                       | Die Georg-Büchner-Straße im Stadtteil Süd im Bereich Westend liegt zwischen Johannes-R.-Becher-Straße und Bergschlößchenweg. |                                                                |  |
| Georgi-Dobrowolski-Straße Lage     | 290 m                            | Georgi Timofejewitsch Dobrowolski (1928–1971), Kosmonaut, starb im Weltraum                                                                                             | ca. 1980                       | Die Georgi-Dobrowolski-Straße im Kosmonautenviertel in Nord liegt zwischen Juri-Gagarin-Straße und Konstantin-E.-Ziolkowki-Ring. Sie ist der östliche Teil der 1927 angelegten Tarnowitzer Straße, welche ab 1951 Franz-Liszt-Straße hieß. |                                                                |  |
| Gerhart-Hauptmann-Straße Lage      | 220 m                            | Gerhart Hauptmann (1862–1946), Schriftsteller | 1937                           | Die Gerhart-Hauptmann-Straße befindet sich im Bereich Westend im Stadtteil Süd. Sie verbindet die Friedhofstraße mit der Johannes-R.-Becher-Straße. |                                                                |  |
| Gersdorffstraße Lage               | 520 m                            | unklar, möglicherweise Paul Max von Gersdorff (1814–1872), Landrat im Kreis Beeskow-Storkow (1853–1872)                                                                 | seit 1898 nachgewiesen         | Die Gersdorffstraße befindet sich im Stadtteil Süd zwischen Rosa-Luxemburg-Straße und Schillerstraße/Lange Straße. |                                                                |  |
| Gertrud-Fliegenschmidt-Weg Lage    | 250 m                            | Gertrud Auguste Luise Fliegenschmidt, geb. Banasch (1886–1909), Ehefrau des Ketschendorfer Pastors Johannes Fliegenschmidt                                              | 2018                           | Der Gertrud-Fliegenschmidt-Weg ist der im zentralen Grünzug im Wohngebiet Ketschendorfer Feldmark in Süd gelegene Geh- und Radweg zwischen Krausestraße und Emma-Reich-Straße. |                                                                |  |
| Geschwister-Scholl-Straße Lage     | 360 m (Hauptzug)                 | Sophie Scholl (1921–1943), Hans Scholl (1918–1943), NS-Widerstandskämpfer, hingerichtet                                                                                 | 1951                           | Die Geschwister-Scholl-Straße im Stadtteil Mitte ist eine wichtige Verbindungsstraße. Sie liegt zwischen Frankfurter Straße und Lindenstraße. Entstanden ist die Straße nach Gründung der Amtskolonie (1752) und hieß ursprünglich Burgstraße nach der Bischofsburg. Der Abschnitt Frankfurter Straße-Wilhelmstraße gehörte vorher zur Kirchhofstraße. |                                                                |  |
| Gewerbeparkring Lage               | 1000 m                           | Gewerbepark Lindenstraße | 1994                           | Es handelt sich um eine Ringstraße östlich der Industriestraße. |                                                                |  |
| Ginsterweg Lage                    | 520 m                            | Ginster, Pflanzengattung | 1993                           | Der Ginsterweg liegt im Ortsteil Heideland zwischen Ampferweg und Distelweg. Er hieß ursprünglich Straße G. |                                                                |  |
| Goetheplatz Lage                   | 18940 m²                         | Johann Wolfgang von Goethe (1749–1832), bedeutender Dichter und Naturforscher                                                                                           | nach 1945                      | Der Goetheplatz ist der größte Platz im Zentrum der Stadt. Er liegt westlich des mittelalterlichen Stadtkerns. 1710 entstand hier ein Schützenhaus, weshalb der frühere Name Alter Schützenplatz lautete. Bis 1861 fanden hier die Schützenfeste der Schützengilde von 1442 statt. | Bullenturm am Goetheplatz                                      |  |
| Goethestraße Lage                  | 240 m                            | Johann Wolfgang von Goethe (1749–1832), bedeutender Dichter und Naturforscher                                                                                           | 1906                           | Die Goethestraße in Süd bildet die verkehrlich wichtige Verbindung zwischen August-Bebel-Straße und Lange Straße. |                                                                |  |
| Gottfried-Bürger-Straße Lage       | 160 m                            | Gottfried August Bürger (1747–1794), Dichter |                                | Die Gottfried-Bürger-Straße im Bereich Westend im Stadtteil Süd befindet sich zwischen Alter Postweg und Bergschlößchenweg. |                                                                |  |
| Gottfried-Keller-Straße Lage       | 390 m                            | Gottfried Keller (1819–1890), Schweizer Dichter und Politiker |                                | Die Gottfried-Keller-Straße liegt zwischen Johannes-R.-Becher-Straße und Rudolf-Breitscheid-Straße im Stadtteil Süd. Der Abschnitt nördlich der Friedhofstraße wurde der Straße im Jahr 1992 zugeschlagen. |                                                                |  |
| Grenzstraße Lage                   | 1450 m                           | Grenze zur Gemeinde Rauen | vor 1914                       | Die Grenzstraße bildete zunächst die Grenze zwischen Ketschendorf und Rauen. Sie liegt zwischen Rauener Straße und Rauener Kirchweg und gehört schon zur Gemarkung Rauen. Zu Fürstenwalde gehören die geraden Hausnummern. |                                                                |  |
| Gröbenstraße Lage                  | 170 m                            | Friedrich Graf von der Groeben (1827–1889), Kommandeur des Ulanenregiments (1866–1872), Ehrenbürger der Stadt                                                           | 1885(?)                        | Die Gröbenstraße in Mitte verbindet die Bergstraße mit der Kirchhofstraße. |                                                                |  |
| Große Freizeit Lage                | 470 m                            | Sport- und Freizeitzentrum Nord | 2000                           | Die Straße liegt zwischen Juri-Gagarin-Straße und Karl-Liebknecht-Straße. Der Bereich östlich des Straßenknicks gehörte vorher zur Straße Daheim. |                                                                |  |
| Große Tränke Lage                  | 180 m                            | frühere Tiertränke, bis 2005 Schleuse | 1891(?) (Bau der Schleuse)     | Die Straße befindet sich an der früheren Schleuse gleichen Namens. Hier beginnt der westliche Teilabschnitt des Oder-Spree-Kanals. Die Fürstenwalder Spree geht hier in die Müggelspree über, welche durch ein Wehr getrennt ist. Fürstenwalder Spree und Oder-Spree-Kanal bilden die Spree-Oder-Wasserstraße. Die Straße ist gleichzeitig Grenze zur Gemarkung Braunsdorf. |                                                                |  |
| Grüner Grund Lage                  | 470 m (Hauptzug)                 | am Fuße des Stadtbergs | 1996                           | Straße im Wohngebiet Kastanienweg im Stadtteil Süd, bildet einen Bogen zwischen Grenzstraße und Rauener Kirchweg. |                                                                |  |
| Grünstraße Lage                    | 640 m                            | führte einst „ins Grüne“ | ca. 1870                       | Die Grünstraße in Mitte liegt nördlich der Frankfurter Straße und geht bis zur Rampe an der Brücke über die Bahntrasse. Das nördliche Ende gehörte vorher zur Feldstraße und wurde von dieser mit dem Bau der Rampe abgetrennt und der Grünstraße zugeordnet. Zur Brücke besteht eine Verbindung für Fußgänger und Radfahrer über eine Rampe und Treppe. |                                                                |  |
| Gutswiesenweg Lage                 | 1020 m                           | Ketschendorfer Gutswiesen | 1937                           | Der Gutswiesenweg ist der Hauptweg der Gutswiesen im Stadtteil Süd. Er beginnt an der Ringstraße und geht bis zur Heidestraße. |                                                                |  |
| Hangelsberger Chaussee Lage        | 6580 m                           | Hangelsberg, Ortsteil der Gemeinde Grünheide (Mark) |                                | Die Hangelsberger Chaussee ist die Ortsverbindungsstraße Richtung Westen. Sie beginnt am Kreisverkehr Hegelstraße und gehört zur Landesstraße 38. An der Straße befindet sich das Friesenstadion. |                                                                |  |
| Hangelsberger Weg Lage             | 900 m                            | Hangelsberg, Ortsteil der Gemeinde Grünheide (Mark) |                                | Der Hangelsberger Weg ist die frühere Verbindungsstraße zwischen Trebus und Hangelsberg. Ein gleichnamiger Seitenweg wurde 2016 in Förstereiweg umbenannt. |                                                                |  |
| Hans-Sachs-Straße Lage             | 270 m                            | Hans Sachs (1494–1576), Schuhmacher, Dichter, Meistersänger | 1932                           | Die Hans-Sachs-Straße im Bereich Westend des Stadtteils Süd liegt zwischen Rauener Straße und Johannes-R.-Becher-Straße. |                                                                |  |
| Hans-Thoma-Straße Lage             | 180 m                            | Hans Thoma (1839–1924), Maler und Grafiker | 1927                           | Die Hans-Thoma-Straße in der Neuen Spreevorstadt in Süd liegt zwischen Rudolf-Breitscheid-Straße und Leistikowstraße. |                                                                |  |
| Hauffstraße Lage                   | 720 m                            | Wilhelm Hauff (1802–1827), Schriftsteller | ca. 1915                       | Die Hauffstraße im Stadtteil Süd verbindet Rauener und Lange Straße. |                                                                |  |
| Haydnstraße Lage                   | 100 m                            | Joseph Haydn (1732–1809), Komponist | 1951                           | Die Haydnstraße, zwischen Julian-Marchlewski-Straße und Wladimir-Komarow-Straße im Stadtteil Nord entstand 1927 unter dem Namen Thorner Straße |                                                                |  |
| Heckenweg Lage                     | 220 m                            | Hecke, Schutz- und Schmucksträucher | 2017                           | Der Heckenweg im Bereich Gutswiesen in Süd liegt zwischen Feldweg und Gutswiesenweg. |                                                                |  |
| Hegelstraße Lage                   | 1730 m                           | Georg Wilhelm Friedrich Hegel (1770–1831), Philosoph | 1927                           | Die Hegelstraße, Teil der Landesstraße 35, ist die westliche Umgehungsstraße. Sie geht von der Hangelsberger Chaussee bis zur Trebuser Straße und liegt in den Stadtteilen Mitte und Nord. Die Hegelbrücke überspannt die Bahnstrecke Berlin-Frankfurt (Oder). Ein gleichnamiger Seitenweg wurde 1993 in Vogelweg umbenannt. |                                                                |  |
| Heideherr-Schultze-Weg Lage        | 750 m                            | Christian Friedrich Schultze (1782–1845), begann 1836 den Stadtpark anzulegen                                                                                           | 2016                           | Der Heideherr-Schultze-Weg ist die zentrale Promenade durch den Stadtpark. Sie liegt zwischen Parkallee und Am Festplatz. | Brunnen im Stadtpark                                           |  |
| Heidenelkenweg Lage                | 430 m                            | Heidenelke, Pflanzenart, Blume des Jahres 2012 | 1993                           | Der Heidenelkenweg im Ortsteil Heideland ist zwischen Hangelsberger Chaussee und Clematisweg gelegen. Sein ursprünglicher Name war Straße H. |                                                                |  |
| Heideweg Lage                      | 850 m                            | Heide, Landschaft |                                | Der Heideweg im Stadtteil Süd im Bereich Gutswiesen ist die Grenzstraße zur Gemarkung Langewahl. Er beginnt am Feldweg und endet kurz vor dem ehemaligen Bahnübergang an der Kreisbahn Fürstenwalde-Beeskow. Seine nördliche Verlängerung (ein Feldweg) reicht bis zur Beeskower Chaussee. |                                                                |  |
| Heinrich-Heine-Straße Lage         | 500 m                            | Heinrich Heine (1797–1856), Dichter, Schriftsteller, Journalist | 1947                           | Die Heinrich-Heine-Straße im Stadtteil Mitte zwischen Heinrich-Mann-Straße und Friedrich-Ebert-Straße entstand 1920 und hieß zunächst Hindenburgstraße, nach Paul von Hindenburg. Die Puschkinstraße im Stadtteil Süd hieß von 1914 bis 1935 sowie zwischen 1945 und 1951 ebenso Heinrich-Heine-Straße. |                                                                |  |
| Heinrich-Mann-Straße Lage          | 290 m                            | Heinrich Mann (1871–1950), Schriftsteller | 1947                           | Die Heinrich-Mann-Straße liegt im Stadtteil Mitte und verbindet die Frankfurter Straße mit der Wilhelmstraße. Angelegt wurde die Straße 1927 unter dem Namen Schlieffenstraße, benannt nach Alfred von Schlieffen. |                                                                |  |
| Heinrich-Zille-Straße Lage         | 230 m                            | Heinrich Zille (1858–1929), Grafiker, Maler, graf, heiratete die Fürstenwalder Bürgerin Hulda Frieske am 15.12.1883 in der Spreestadt                                   | 1951                           | Die Heinrich-Zille-Straße in der Spreevorstadt im Stadtteil Süd liegt zwischen Lotichiusstraße und Rauener Straße. Sie hieß vorher Querstraße (seit 1876 nachgewiesen). Zwischen 1929 und 1933 trug die Wilhelm-Raabe-Straße zunächst auch diesen Namen. |                                                                |  |
| Henry-Hall-Straße Lage             | 340 m                            | frühere Maschinenfabrik Henry Hall | 2012                           | Die Henry-Hall-Straße im Stadtteil Mitte beginnt an der Dr.-Wilhelm-Külz-Straße und endet am Martinigarten. |                                                                |  |
| Herderstraße Lage                  | 470 m                            | Johann Gottfried Herder (1744–1803), Dichter, Übersetzer, Theologe, Philosoph                                                                                           | um 1950                        | Die Herderstraße in Mitte befindet sich zwischen Heinrich-Mann-Straße und Friedrich-Ebert-Straße. Sie entstand in den 1930er Jahren und hieß ursprünglich Moltkestraße (nach Helmuth von Moltke). |                                                                |  |
| Heuweg Lage                        | 190 m                            | Heu, Nutz- und Haustierfutter | vor 1919                       | Der Heuweg reichte ursprünglich von der Poststraße bis zur Spree, heute nur noch bis zur Emma-Reich-Straße. Der heute nicht mehr existente Teil nördlich der Langewahler Straße hieß zwischen 1933 und 1937 Franz-Seldte-Straße. Der Abschnitt zwischen Edeltraut-Soot-Straße und Langewahler Straße heißt seit 2016 Charlotte-Apel-Straße. |                                                                |  |
| Hinter der Stadtmauer Lage         | 180 m                            | historische Stadtmauer |                                | Die Gasse liegt direkt hinter der Stadtmauer zwischen Niederlagetor und Tuchmacherstraße. Verkehrlich hat sie keine Bedeutung mehr. |                                                                |  |
| Hölderlinstraße Lage               | 400 m (Hauptzug)                 | Friedrich Hölderlin (1770–1843), Dichter | 1929                           | Die Hölderlinstraße im Stadtteil Nord liegt zwischen Fichtestraße und Dr.-Goltz-Straße. An ihr befindet sich ein Wohngebiet gleichen Namens. |                                                                |  |
| Holzstraße Lage                    | 210 m                            | Verweis auf den Holzreichtum der Gegend | um 1870                        | Die Holzstraße befindet sich im Stadtteil Mitte zwischen Kirchhofstraße und Waldstraße. |                                                                |  |
| Industriestraße Lage               | 230 m                            | Gewerbe- und Industriepark Lindenstraße | 1994                           | Die Industriestraße im Osten des Stadtteils Mitte ist eine Stichstraße von der Lindenstraße aus und erschließt das dortige Gewerbegebiet. |                                                                |  |
| Inspektorgasse Lage                | 40 m                             | Superintendenturgebäude, der Fürstenwalder Superintendent trug den Amtstitel „Inspektor“                                                                                |                                | Die Inspektorgasse zwischen Domplatz und Kehrwiederstraße im Stadtteil Mitte ist die letzte historische Gasse in der Stadt. |                                                                |  |
| Irisweg Lage                       | 690 m                            | Iris, Pflanzengattung | 1993                           | Der Irisweg im Ortsteil Heideland hieß vorher Straße I. |                                                                |  |
| Jahnstraße Lage                    | 870 m                            | Friedrich Ludwig Jahn (1778–1852), Pädagoge, „Turnvater“ | 1927                           | Die Jahnstraße im Stadtteil Nord liegt zwischen Trebuser Straße und die Karl-Liebknecht-Straße. |                                                                |  |
| James-Watt-Straße Lage             | 480 m                            | James Watt (1736–1819), Erfinder | 1994                           | Die James-Watt-Straße im Stadtteil Mitte ist eine nördlich von der Lindenstraße abgehende Stichstraße. |                                                                |  |
| Jänickendorfer Straße Lage         | 1470 m                           | Jänickendorf, Nachbarort, Ortsteil der Gemeinde Steinhöfel |                                | Die Jänickendorfer Straße im Ortsteil Trebus beginnt an der Fürstenwalder Straße und geht bis zur Gemarkungsgrenze. |                                                                |  |
| Johannes-Kepler-Straße Lage        | 500 m                            | Johannes Kepler (1571–1630), Astronom, Mathematiker, Naturphilosoph | 1976?                          | Die Johannes-Kepler-Straße liegt im Stadtteil Nord zwischen Georgi-Dobrowolski-Straße und Rawitscher Straße. Sie ist der nördliche Teil der ursprünglichen Dirschauer Straße, die seit 1951 Tschaikowskistraße heißt. |                                                                |  |
| Johannes-R.-Becher-Straße Lage     | 1100 m                           | Johannes R. Becher (1891–1958), Dichter, Politiker (SED, Verfasser der DDR-Nationalhymne)                                                                               | 1964                           | Die Johannes-R.-Becher-Straße im Bereich Westend im Stadtteil Süd beginnt an der Lotichiusstraße und geht bis zur Gemarkungsgrenze. Sie wurde 1929 als Karl-Bröger-Straße angelegt und zwischen 1933 und 1935 in Walter-Flex-Straße umbenannt. |                                                                |  |
| Johann-Sebastian-Bach-Straße Lage  | 760 m                            | Johann Sebastian Bach (1685–1750), Komponist | 1951                           | Die Johann-Sebastian-Bach-Straße bildet mit der Juri-Gagarin-Straße, welche um 1976 von ihr abgetrennt wurde, einen zentralen Straßenzug im Stadtteil Nord. Die Straße wurde 1927 unter dem Namen Posener Straße angelegt und nach 1945 in August-Bebel-Straße umbenannt. Heute beginnt die Johann-Sebastian-Bach-Straße an der Seelower Straße und endet an der Julian-Marchlewski-Straße. | Johann-Sebastian-Bach-Straße                                   |  |
| Julian-Marchlewski-Straße Lage     | 1070 m                           | Julian Balthasar Marchlewski (1866–1925), poln. Politiker „Karski“, „Kurjawski“                                                                                         | 1947                           | Die Julian-Marchlewski-Straße liegt zwischen Karl-Liebknecht-Straße und Richard-Wagner-Straße (bzw. Oderbruchbahn). Sie wurde 1927 mit dem Namen Damaschkestraße angelegt. 1935 erhielt sie den Namen Friedrich-Zeidler-Straße nach dem früheren Fürstenwalder Oberbürgermeister (1896–1918). |                                                                |  |
| Julius-Pintsch-Ring Lage           | 900 m                            | Julius Pintsch (1815–1884), Unternehmer, siedelte 1872 ein Zweigwerk in Fürstenwalde an, welches der wirtschaftlichen Entwicklung der Stadt einen erheblichen Schub gab | 1994                           | Der Julius-Pintsch-Ring liegt westlich der Trebuser Straße im Gewerbegebiet Pintsch im Stadtteil Nord. |                                                                |  |
| Juri-Gagarin-Straße Lage           | 1140 m                           | Juri Alexejewitsch Gagarin (1934–1968), Kosmonaut, 1961 erster Mensch im Weltraum                                                                                       | um 1975                        | Die Juri-Gagarin-Straße bildet mit der Johann-Sebastian-Bach-Straße einen wichtigen Straßenzug im Stadtteil Nord. Die Straße ist seit 1815 nachgewiesen. 1927 erhielt sie den Namen Posener Straße, der wohl nach 1945 in August-Bebel-Straße geändert wurde. Im Zusammenhang mit der Eingemeindung Ketschendorfs wurde dieser nun doppelte Name in Johann-Sebastian-Bach-Straße geändert. Die Juri-Gagarin-Straße wurde später von dieser abgetrennt. | Juri-Gagarin-Straße am Schwapp                                 |  |
| Justus-Jonas-Straße Lage           | 670 m                            | Justus Jonas der Ältere (1493–1555), lutherischer Theologe, Reformator, Freund von Martin Luther                                                                        | 1934                           | Die Justus-Jonas-Straße liegt auf ehemaligen Kirchenäckern im Stadtteil Nord. Sie verbindet die Martin-Luther-Straße mit der Richard-Wagner-Straße. |                                                                |  |
| Kabelwerkstraße Lage               | 210 m                            | Siedlung des früheren Kabelwerkes | 1992                           | Die Kabelwerkstraße in der Kabelwerksiedlung in Süd liegt zwischen Emma-Reich-Straße und Reifenwerkstraße. Errichtet wurde sie mit der Siedlung etwa 1921. Sie trug die Namen Kabelstraße und ab 1950 Straße der Aktivisten. |                                                                |  |
| Käthe-Kollwitz-Straße Lage         | 570 m                            | Käthe Kollwitz (1867–1945), Grafikerin, Malerin, Bildhauerin | 1947                           | Die Käthe-Kollwitz-Straße in Nord liegt zwischen Ehrenfried-Jopp-Straße und Wladimir-Komarow-Straße. Sie existiert seit 1927 und hieß (bis zur Steinhöfeler Chaussee) zunächst Konitzer Straße. Der nördliche Teil wurde durch den Bau des Kosmonautenviertels abgetrennt und erhielt um 1976 den Namen Nikolaus-Kopernikus-Straße. Die heutige Straße Weinbergsgrund hieß nach ihrem Bau 1932 bis 1935 ursprünglich auch Käthe-Kollwitz-Straße. |                                                                |  |
| Kalkbrennergasse Lage              | 50 m                             | in der Nähe stand einst ein Kalkofen | 2022                           | Die Kalkbrennergasse ist eine kurze und unscheinbare Gasse zwischen Schweinemarkt und Berliner Straße. Obwohl sie bereits in den Stadtplänen des 18. Jahrhunderts verzeichnet war, erhielt sie erst im Jahr 2022 einen offiziellen Namen. Anlässlich des 750-jährigen Jubiläums der Stadt Fürstenwalde/Spree soll die Benennung eine kleine Reminiszenz an das alte Handwerk des Kalkbrennens darstellen. |                                                                |  |
| Kantstraße Lage                    | 270 m (Hauptzug)                 | Immanuel Kant (1724–1804), Philosoph | 1951                           | Die Kantstraße liegt im Stadtteil Nord zwischen Jahnstraße und Triftstraße. Sie wurde 1920 unter dem Namen Uhlandstraße angelegt und bekam wegen der Namensgleichheit mit einer Straße in Ketschendorf im Zuge der Eingemeindung ihren jetzigen Namen. Zwischen 1917 und 1937 existierte bereits eine Kantstraße. Es handelt sich um das heutige östliche Ende der Hegelstraße im Bereich des Bernhardinums. |                                                                |  |
| Karl-Cheret-Straße Lage            | 300 m                            | Karl Cheret, Fürstenwalder Bürger, 1923 in der Straße ermordet | 1945                           | Die Karl-Cheret-Straße in Nord existiert seit 1875 und trug zunächst den Namen Ackerstraße. Sie liegt zwischen der Ernst-Thälmann-Straße und der Küstriner Straße. |                                                                |  |
| Karl-Liebknecht-Straße Lage        | 1600 m                           | Karl Liebknecht (1871–1919), Politiker (SPD), Mitbegründer der KPD | 1951                           | In Karl-Liebknecht-Straße wurde der Abschnitt der Steinhöfeler Chaussee zwischen heutiger Ernst-Thälmann-Straße und Juri-Gagarin-Straße in Nord umbenannt. Der Abschnitt zwischen Triftstraße und Juri-Gagarin-Straße ist Teil der Bundesstraße 168. |                                                                |  |
| Karl-Marx-Straße Lage              | 330 m                            | Karl Marx (1818–1883) Philosoph, Ökonom, Gesellschaftstheoretiker | 1947                           | Die Karl-Marx-Straße im Stadtteil Mitte liegt zwischen Mittelstraße und Dr.-Wilhelm-Külz-Straße. Sie wurde 1842 angelegt und ab 1865 bebaut. Ihr früherer Name war Schützenstraße, da hier ab 1851 die Schützenfeste stattfanden und im Jahr 1861 das neue Schützenhaus errichtet wurden. Die heutige Rosa-Luxemburg-Straße in Süd hieß zwischen 1945 und 1951 ebenso Karl-Marx-Straße. |                                                                |  |
| Kastanienweg Lage                  | 920 m (Hauptzug)                 | Kastanien, Pflanzengattung | 1951                           | Der Kastanienweg liegt im Stadtteil Süd zwischen Grenzstraße und Rauener Kirchweg, Die Straße wurde 1933 unter dem Namen Birkenweg angelegt. Diesen Namen gab es in Fürstenwalde bereits, sodass die Straße mit der Eingemeindung Ketschendorfs umbenannt wurde. |                                                                |  |
| Kehrwiederstraße Lage              | 210 m                            | Sackgasse, „Kehr wieder“ als Abstraktion, dass zurückgekehrt werden musste                                                                                              |                                | Die Kehrwiederstraße, früher auch Kehrwiedergäßchen, ist eine historische Straße im Zentrum der Stadt. Sie führt von der Mühlenstraße bis zum Bischofsschloss. Ihren historischen Charakter hat sie wegen der umfassenden Neubebauung mit Plattenbauten Ende der 1980er Jahre fast vollständig verloren. |                                                                |  |
| Kiefernweg Lage                    | 480 m                            | Kiefern, Pflanzengattung | 1932                           | Der Kiefernweg in der Vogelsiedlung im Stadtteil Nord verbindet den Vogelweg mit dem Amselweg. |                                                                |  |
| Kienbaumer Weg Lage                | 810 m                            | Kienbaum, Ortsteil der Gemeinde Grünheide (Mark) | seit 1844 nachgewiesen         | Der Kienbaumer Weg war einst Poststraße nach Kienbaum und weiter nach Berlin, ist aber heute nur noch ein verkehrlich unbedeutender Waldweg. |                                                                |  |
| Kiesweg Lage                       | 1000 m                           | Kiesabbau | 1950                           | Der Kiesweg ist die südwestlichste Straße im Stadtgebiet. Die Straße beginnt an der Spreenhagener Straße und liegt im Bereich der Rauenschen Ziegelei. Sie bildet teilweise die Grenze mit der Gemeinde Rauen und liegt in Teilen vollständig auf deren Gemarkung. Die Hausnummern 13 bis 16 gehören zu Rauen, alle anderen zu Fürstenwalde. Die Straße existiert bereits seit etwa 1820. Wurde im Volksmund ab 1844 als „Hinterste vier Häuser“, ab 1857 als „Hinterste Reihe“ und später als „Kleine Ziegelei“ bezeichnet. |                                                                |  |
| Kirchgasse Lage                    | 90 m                             | Martin-Luther-Kirche | 2015                           | Der vorher namenlose Fußweg in Fürstenwalde-Süd verbindet die Kirchstraße mit der Schillerstraße, an der sich das Kirchengebäude und das Gemeindehaus befinden. Die Domgasse in Mitte hieß bis 1937 Kirchgasse. |                                                                |  |
| Kirchhofstraße Lage                | 480 m                            | An der Straße lag der Alte Friedhof, der 1822 angelegt wurde und als Kirchhof bezeichnet wurde.                                                                         | etwa 1822                      | Die Kirchhofstraße im Stadtteil Mitte geht von der Frankfurter Straße bis zur Seelower Straße. Der Abschnitt zwischen Frankfurter Straße und Wilhelmstraße, also der Teil der Straße, der namensgebend am Alten Friedhof lag, ist heute Teil der Geschwister-Scholl-Straße. |                                                                |  |
| Kirchstraße Lage                   | 220 m                            | An der Straße sollte ursprünglich die Ketschendorfer Kirche errichtet werden. Diese entstand dann 1913 an der südlicher gelegenen Schillerstraße.                       | 1910                           | Die Kirchstraße im Stadtteil Süd bildet einen Viertelring zwischen Kurt-Wendt-Straße und Gersdorffstraße. Die Domstraße im Stadtteil Mitte hieß bis etwa 1937 Kirchstraße. |                                                                |  |
| Klaus-Groth-Straße Lage            | 290 m                            | Klaus Groth (1819–1899), Lyriker und Schriftsteller niederdeutscher Sprache                                                                                             | 1927                           | Die Klaus-Groth-Straße liegt in der Spreevorstadt im Stadtteil Süd zwischen Johannes-R.-Becher-Straße und Rauener Straße. |                                                                |  |
| Kleiststraße Lage                  | 290 m                            | Heinrich von Kleist (1777–1811), Dramatiker, Erzähler, Lyriker | um 1914                        | Die Kleiststraße in Süd liegt zwischen Rückertstraße und Lange Straße. |                                                                |  |
| Körnerstraße Lage                  | 520 m                            | Theodor Körner (1791–1813), Dichter, Dramatiker | seit 1904 nachgewiesen         | Die Körnerstraße befindet sich im Stadtteil Süd zwischen Hauffstraße und Gersdorffstraße. |                                                                |  |
| Konstantin-E.-Ziolkowski-Ring Lage | 1020 m (Hauptzug)                | Konstantin Eduardowitsch Ziolkowski (1857–1935), Wegbereiter der Raumfahrt                                                                                              | um 1975                        | Der Konstantin-E.-Ziolkowski-Ring liegt im Kosmonautenviertel in Fürstenwalde-Nord. Er entstand im Zuge des Baus des Viertels Ende der 1970er Jahre. Der Ring, einschließlich des zentralen Verbindungsweges, umfasst Abschnitte der 1927 angelegten früheren Kattowitzer Straße, Konitzer Straße und Soldauer Straße, die zwischen 1947 und 1951 in Chopinstraße, Käthe-Kollwitz-Straße und Richard-Wagner-Straße umbenannt wurden sowie dem ehemaligen östlichen Ende des Siedlerwegs. An der Straße fanden nach der Wende großflächige Abrissmaßnahmen der Plattenbauten statt. |                                                                |  |
| Krausestraße Lage                  | 550 m                            | Waldemar Krause, Ketschendorfer Bürger und ehemaliger Eigentümer der Ländereien                                                                                         | vor 1935                       | Die Krausestraße im Stadtteil Süd am Rande des Wohngebiets Ketschendorfer Feldmark liegt zwischen Poststraße und Langewahler Straße. Der Abschnitt zwischen August-Bebel-Straße und Poststraße wurde 2018 umbenannt in Zur Ketschendorfer Feldmark. |                                                                |  |
| Küstriner Straße Lage              | 730 m                            | Küstrin, deutsch-polnische Grenzstadt | 1875                           | Die Küstriner Straße beginnt an der Bahnstrecke Berlin-Frankfurt (Oder) als Sackgasse und endet an der Julian-Marchlewski-Straße. Die Straße wurde vermutlich zu DDR-Zeiten nicht umbenannt, weil in der Gaststätte „Küstriner Wappen“ in der Straße im Jahre 1919 die KPD-Ortsgruppe gegründet wurde. Ein 1964 gestellter VdN-Antrag auf Umbenennung in Albert-Schön-Straße wurde vom Rat der Stadt verworfen. |                                                                |  |
| Kunstpfeifergasse Lage             | 80 m                             | Dienstwohnung des städtischen Kunstpfeifers |                                | Die heutige Kunstpfeifergasse ist eine mit der Neubebauung des Stadtzentrums in den 1980er Jahren neu angelegte Straße, die etwa 10 m westlich der historischen Kunstpfeifergasse liegt und wesentlich breiter ausgeführt ist. Sie verbindet die Schloßstraße und die Kehrwiederstraße. |                                                                |  |
| Kupferlake Lage                    | 1290 m                           | Kupferlake, sumpfiges Gelände mit viel Raseneisenstein |                                | Im Jahre 1933 wurde ein Weg zur Kupperlake angelegt. Der Beginn der heutigen Straße Kupferlake entspricht dem Ende dieses Weges, während der restliche Teil komplett überbaut wurde und heute nicht mehr wahrnehmbar ist. Die Straße Kupferlake beginnt im Ausbau Ost und geht östlich weit über den ehemaligen Weg und die namengebende Kupferlake hinaus. Die Kupferlake, auch Kupferlache bzw. Kupperlake genannt, lag im Bereich der heutigen Kupferlakenbrücke über die Bundesstraße 168. |                                                                |  |
| Kurt-Wendt-Straße Lage             | 200 m                            | Kurt Wendt, Ketschendorfer Antifaschist | nach 1945                      | Die Straße im Stadtteil Süd wurde Anfang des 20. Jahrhunderts unter dem Namen Platenstraße angelegt, vermutlich nach dem Dichter Graf August von Platen-Hallermünde. Im Jahre 1964 gab es einen Antrag des Rates der Stadt die Straße wieder rückzubenennen, der nicht genehmigt wurde. |                                                                |  |
| Kurze Straße Lage                  | 70 m                             | geringe Straßenlänge | vor 1900                       | Die Kurze Straße im Stadtteil Süd liegt zwischen Schillerstraße und Goethestraße. |                                                                |  |
| Lange Straße Lage                  | 1690 m                           | große Straßenlänge | etwa 1910                      | Die Lange Straße, zwischen Rauener Straße und August-Bebel-Straße in Süd gelegen, ist eine alte Straße, die ihren Namen wohl zunächst umgangssprachlich erhielt. Auf einem Plan von 1933 ist sie als Hermann-Göring-Straße verzeichnet, während sie 1937 wieder als Lange Straße erscheint. |                                                                |  |
| Langewahler Straße Lage            | 1700 m                           | Langewahl, Nachbargemeinde | vor 1920                       | Die Langewahler Straße im Stadtteil Süd ist die alte Landstraße vom historischen Spreeübergang über Langewahl nach Beeskow. Sie hieß zwischenzeitlich auch Langewahler Chaussee. | Villa Germania am Anfang der Langewahler Straße                |  |
| Lea-Grundig-Weg Lage               | 190 m                            | Lea Grundig (1906–1977), Malerin, Grafikerin | 2004                           | Der Lea-Grundig-Weg ist eine Sackgasse nordöstlich der Leistikowstraße in der Neuen Spreevorstadt im Stadtteil Süd. Zum Wanderweg am westlichen Spreeufer gibt es eine Fußgänger- und Radfahrerverbindung. |                                                                |  |
| Lebuser Straße Lage                | 120 m                            | ehemalige Bischofsstadt Lebus | 1885                           | Die Lebuser Straße liegt im Stadtteil Mitte zwischen Feldstraße und Kirchhofstraße. |                                                                |  |
| Leistikowstraße Lage               | 690 m                            | Walter Leistikow (1865–1908), Maler, Grafiker | 1927                           | Die Leistikowstraße ist die östliche Haupterschließung der Neuen Spreevorstadt in Süd. Sie beginnt an der Rudolf-Breitscheid-Straße und endet am Waldrand. |                                                                |  |
| Lenaustraße Lage                   | 120 m                            | Nikolaus Lenau (1802–1850), Schriftsteller | 1927                           | Die Lenaustraße in der Spreevorstadt im Stadtteil Süd liegt zwischen Klaus-Groth-Straße und Heinrich-Zille-Straße. |                                                                |  |
| Lessingstraße Lage                 | 750 m                            | Gotthold Ephraim Lessing (1729–1781), Dichter | seit 1904 nachgewiesen         | Die Lessingstraße im Stadtteil Süd befindet sich zwischen der Lange Straße und der August-Bebel-Straße. |                                                                |  |
| Liliencronweg Lage                 | 180 m                            | Detlev von Liliencron (1844–1909), Lyriker | 1932                           | Der Liliencronweg im Westend in Fürstenwalde-Süd liegt zwischen Johannes-R.-Becher-Straße und Alter Postweg. Auf der westlichen Seite befindet sich der Friedhof der Samariteranstalten. |                                                                |  |
| Lily-Braun-Straße Lage             | 230 m                            | Lily Braun (1865–1916), Schriftstellerin, Frauenrechtlerin | 2017                           | Die Lily-Braun-Straße im Wohngebiet Ketschendorfer Feldmark in Süd verbindet die Emma-Reich-Straße mit der Edeltraut-Soot-Straße, |                                                                |  |
| Lina-Radke-Weg Lage                | 130 m (Hauptzug)                 | Lina Radke (1903–1983), Leichtathletin, Olympiasiegerin | 1997                           | Der Lina-Radke-Weg ist eine Straße nördlich der Jahnstraße im Stadtteil Nord. |                                                                |  |
| Lindenstraße Lage                  | 2400 m                           | mit Linden bestandene Allee | 1904                           | Die Lindenstraße ist die östliche Ausfallstraße aus dem Stadtteil Mitte. Sie hieß ursprünglich, mindestens seit 1752 Frankfurter Straße und lag in der Amtskolonie. Mit deren Eingemeindung erhielt sie ihren heutigen Namen. Die Lindenstraße wurde sukzessive „auf Kosten“ der Berkenbrücker Chaussee verlängert und geht heute von der Geschwister-Scholl-Straße bis zur Bundesstraße 168. Der Pappelweg in Fürstenwalde-Süd hieß bis zur Eingemeindung Ketschendorfs im Jahr 1951 auch Lindenstraße. |                                                                |  |
| Lise-Meitner-Straße Lage           | 1170 m                           | Lise Meitner (1878–1968), Kernphysikerin | 1998                           | Die Lise-Meitner-Straße ist die Verbindungsstraße zwischen dem Stadtteil Süd und der Umgehungsstraße. Sie beginnt am Tränkeweg und endet an der Bundesstraße 168. An der Straße befindet sich ein Gewerbegebiet gleichen Namens. |                                                                |  |
| Lortzingstraße Lage                | 260 m                            | Albert Lortzing (1801–1851), Komponist, Schauspieler | etwa 1938                      | Die Lortzingstraße befindet sich in der Reifenwerksiedlung im Stadtteil Süd. |                                                                |  |
| Lotichiusstraße Lage               | 520 m                            | Jacobus Lotichius, Bürgermeister 1662–1685, schrieb 1679 die erste Stadtchronik                                                                                         | 1927                           | Die Lotichiusstraße befindet sich in der Spreevorstadt im Stadtteil Süd zwischen Erich-Weinert-Straße und Spreebrücke. Die Straße wurde 1916 angelegt und hieß vorher Neue Friedhofstraße. |                                                                |  |
| Luchweg Lage                       | 1530 m                           | Weg zu einem Luch | 1950                           | Der Luchweg befindet sich in der Rauenschen Ziegelei. Im hinteren Bereich bildet er die Grenze zur Gemeinde Rauen. |                                                                |  |
| Lützowring Lage                    | 970 m (Hauptzug)                 | Ludwig Adolf Wilhelm von Lützow (1782–1834), Generalmajor, „Lützowsche Freikorps“                                                                                       | 2001                           | Der Lützowring erschließt das gleichnamige Wohngebiet, welches ein Konversionsprojekt zur Wandlung der früheren Kaserne des Kavallerie-Regimants 9, die nach 1945 durch die Sowjetarmee genutzt wurde. |                                                                |  |
| Luise-Hensel-Straße Lage           | 300 m                            | Luise Hensel (1798–1876), Dichterin | 1996                           | Die Luise-Hensel-Straße im Stadtteil Süd ist eine Stichstraße südwestlich der Rudolf-Breitscheid-Straße. |                                                                |  |
| Luisenstraße Lage                  | 120 m                            | unbekannt, möglicherweise Luise von Mecklenburg-Strelitz (1776–1810), Königin von Preußen                                                                               |                                | Die Luisenstraße in der alten Amtskolonie in Mitte liegt zwischen Lindenstraße und Uferstraße. |                                                                |  |
| Magazinstraße Lage                 | 100 m                            | königliche Getreidemagazine an der Straße |                                | Die Magazinstraße zwischen Lindenstraße und Uferstraße befindet sich in der alten Amtskolonie im Stadtteil Mitte. |                                                                |  |
| Magnus-Poser-Straße Lage           | 210 m                            | Magnus Poser (1907–1944), NS-Widerstandskämpfer | etwa 1975                      | Die Magnus-Poser-Straße in Nord liegt zwischen Dr.-Theodor-Neubauer-Straße und Ernst-Thälmann-Straße und entstand mit der Errichtung des Viertels. |                                                                |  |
| Mandelstraße Lage                  | 590 m                            | Mandel, altes Maß, Bezug zu den „Mandelstreifen“ (kleinen Ackerstücken).                                                                                                | nach 1822                      | Die Mandelstraße befindet sich im Stadtteil Mitte. Ihren Ursprung hat sie in der alten Amtskolonie. Heute reicht sie nach Verlängerung nach Norden von der Lindenstraße bis zur Fuchskörnung. Die Struktur der kleinen Ackerstücke kann heute noch in den schmalen Grundstücken auf der Ostseite nachvollzogen werden. |                                                                |  |
| Mannheimer Straße Lage             | 110 m                            | Mannheim, Stadt in Baden-Württemberg | 1992                           | Die Mannheimer Straße liegt zwischen Ernst-Thälmann-Straße und Hölderlinstraße. Ihren Namen erhielt sie, weil es in Mannheim einen Fürstenwalder Weg gibt. Sie war Teil einer Straße, die in den 1930er Jahren zwischen Trebuser Straße und heutiger Karl-Liebknecht-Straße projektiert war und deren letztlich gebaute Teile zu DDR-Zeiten Richard-Soland-Straße hießen. Der Umstand, Teil einer größeren Straßenplanung gewesen zu sein, lässt sich noch an der Hausnummerierung ablesen: An der Mannheimer Straße existieren nur die Nummern 10, 11, 22 und 23. |                                                                |  |
| Margarete-Rochlitz-Weg Lage        | 140 m                            | Margarete Rochlitz, Fürstenwalder Bürgerin und langjähriges Oberhaupt einer Urketschendorfer Familie.                                                                   | 2023                           | Der Margarete-Rochlitz-Weg ist eine Sackgasse südlich des Rauener Kirchwegs im Stadtteil Süd. Er bekam einen eigenen Namen, da die Gebäude auf den einzelnen Straßenseiten vorher adressarisch unterschiedlichen Straßen zugeordnet waren (August-Bebel-Straße bzw. Rauener Kirchweg). |                                                                |  |
| Maria-Merian-Weg Lage              | 40 m                             | Maria Sibylla Merian (1647–1717), Naturforscherin, Wegbereiterin der Insektenkunde                                                                                      | 2022                           | Der Maria-Merian-Weg in Mitte führt als Fuß- und Radweg vom Altstädter Ring in den Spreeuferpark. |                                                                |  |
| Marie-Curie-Straße Lage            | 290 m                            | Marie Curie (1867–1934), Physikerin, Chemikerin, zweifache Nobelpreisträgerin                                                                                           | 2018                           | Die Marie-Curie-Straße befindet sich im Gewerbegebiet Lise-Meitner-Straße in Süd. Sie beginnt an der Lise-Meitner-Straße und endet derzeit an der Otto-Hahn-Straße. Eine Verlängerung der Straße nach Nordosten ist möglich. |                                                                |  |
| Marie-Grasnick-Weg Lage            | 90 m                             | Marie Grasnick, Vorstandsmitglied des Fürstenwalder Frauen- und Jungfrauenvereins, engagierte sich bei der Entstehung des Marienheims (1895)                            | 2019                           | Der Marie-Grasnick-Weg ist eine Stichstraße südlich der Emma-Reich-Straße im Wohngebiet Ketschendorfer Feldmark in Süd. Für Fußgänger und Radfahrer besteht eine Verbindung zur Bahnhofstraße. |                                                                |  |
| Marie-Harrer-Straße Lage           | 150 m                            | Marie Harrer (1819–1870), Fürstenwalder Schriftstellerin und Journalistin                                                                                               | 2012                           | Die Marie-Harrer-Straße liegt zwischen Gellertstraße und Petersdorfer Straße im Stadtteil Süd. Sie war bis zu dessen Überbauung Teil des Friedrich-Naumann-Platzes der bis nach 1945 Wilhelmplatz hieß. |                                                                |  |
| Martha-Ulfert-Weg Lage             | 430 m                            | Martha Ulfert (1865–1946), erste Frau im Fürstenwalder Stadtparlament                                                                                                   | 2003                           | Der Martha-Ulfert-Weg ist eine Ringstraße im Stadtteil Süd östlich des Paul-Frost-Rings. Zur Langen Straße existiert eine Fuß- und Radverbindung. |                                                                |  |
| Martin-Luther-Platz Lage           | 2420 m²                          | Martin Luther (1483–1546), Theologe, Initiator der Reformation | 2015                           | Der Martin-Luther-Platz liegt am Nordende der Martin-Luther-Straße zur Mozartstraße im Stadtteil Nord. | Martin-Luther-Platz                                            |  |
| Martin-Luther-Straße Lage          | 570 m                            | Martin Luther (1483–1546), Theologe, Initiator der Reformation | 1934                           | Die Martin-Luther-Straße im Stadtteil Nord liegt auf dem ehemaligen Kirchenacker. Sie verbindet die Ehrenfried-Jopp-Straße mit der Julian-Marchlewski-Straße. |                                                                |  |
| Meisenweg Lage                     | 160 m                            | Meisen, Singvögel | 1932                           | Der Meisenweg befindet sich in der Vogelsiedlung im Stadtteil Nord und liegt zwischen Finkenweg und Vogelweg. |                                                                |  |
| Melanchthonstraße Lage             | 190 m                            | Philipp Melanchthon (1497–1560), Philosoph, Freund und Mitarbeiter Martin Luthers                                                                                       | 1934                           | Die Melanchthonstraße liegt auf dem ehemaligen Kirchenacker im Stadtteil Nord zwischen Martin-Luther-Straße und Johann-Sebastian-Bach-Straße. |                                                                |  |
| Mitschurinstraße Lage              | 480 m                            | Iwan Wladimirowitsch Mitschurin (1855–1935) | 1951                           | Die Mitschurinstraße befindet sich im Stadtteil Süd. Sie beginnt an der Langewahler Straße und endet an der Spreestraße. Sie wurde um 1910 angelegt und hieß ab 1920 zunächst Moltkestraße und nach 1945 Friedrich-Engels-Straße. Wegen der Namensdopplung wurde dieser Name bei der Eingemeindung Ketschendorfs geändert. |                                                                |  |
| Mittelstraße Lage                  | 270 m                            | Die Straße befindet sich in der „Mitte“ zwischen der Eisenbahnstraße und der Friedrich-Engels-Straße.                                                                   | 1863                           | Die Mittelstraße im Stadtteil Mitte hat einen sehr ungeregelten Verlauf, eine veränderliche Breite und eine historische Kopfsteinpflasterung. Bereits im Schmettausches Kartenwerk aus der zweiten Hälfte des 18. Jahrhunderts sind im Bereich des damaligen Vorwerks Straßen und Bebauung erkennbar. Es könnte sich demnach um einen Überrest der damaligen Struktur handeln. Die Straße beginnt an der Otto-Nuschke-Straße und endet an der Karl-Marx-Straße. Der Teil westlich der August-Bebel-Straße der heutigen Rosa-Luxemburg-Straße im Stadtteil Süd hieß zwischen ihrer Anlage 1914 und 1945 ebenso Mittelstraße. |                                                                |  |
| Molkenberg Lage                    | 1290 m (Hauptzug)                | ehemalige Milchmolkereiwirtschaft | 1822                           | Der heutige Ortsteil Molkenberg geht auf den 1822 vom Amtsvorwerk abgesonderten und 1928 in die Stadt eingemeindeten Gutsbezirk Molkenberg zurück. Im Ortsteil tragen alle Straßen den Namen „Molkenberg“. |                                                                |  |
| Molkenberger Straße Lage           | 1400 m                           | Molkenberg, Ortsteil der Stadt Fürstenwalde/Spree | 1932                           | Die Molkenberger Straße ist die Verbindungsstraße zum nördlich der Stadt gelegenen Ortsteil. Sie begann ursprünglich an der heutigen Karl-Liebknecht-Straße. Bei der Bildung der Ernst-Thälmann-Straße im Jahr 1951 wurde der bebaute Abschnitt („bis Bauer Briese“) abgetrennt, sodass sie heute am Ortsausgangsschild anfängt. |                                                                |  |
| Morgenländerweg Lage               | 270 m                            | Morgenland oder Morgenländer, historische Bezeichnung der Felder im Bereich des heutigen Stadtteils Nord                                                                | 2014                           | Der Morgenländerweg, zwischen Ehrenfried-Jopp-Straße und Hauptzug Ausbau Ost, liegt im Bereich Ausbau Ost im Stadtteil Nord. Er entstand wahrscheinlich Mitte des 20. Jahrhunderts und hieß – wie fast alle Straßen im Bereich – Ausbau Ost. |                                                                |  |
| Mozartstraße Lage                  | 210 m                            | Wolfgang Amadeus Mozart (1756–1791), Komponist | 1951                           | Die heutige Mozartstraße liegt zwischen der Beethovenstraße und der Wladimir-Komarow-Straße im Stadtteil Nord. Sie hieß bei ihrer Anlage 1927 Gnesener Straße und reichte ursprünglich bis zur heutigen Straße Große Freizeit. Der nördlichste Abschnitt ist einschließlich eines Gebäudes (jetzt Wladislaw-Wolkow-Straße 38) noch als (unbenannter) Geh- und Radweg erhalten. |                                                                |  |
| Mühlenbrücken Lage                 | 310 m                            | historischer Spreeübergang, es gab einst eine Mahlmühle, Sägemühle, Lohmühle, Walkmühle, Ölmühle und ein Gipsmühle.                                                     | seit 1815 nachgewiesen         | Die Straße im historischen Zentrum im Stadtteil Mitte befindet sich zwischen Wassergasse und Schleuse. Bis 1913 war es der einzige Spreeübergang in Fürstenwalde. | Spreemühle                                                     |  |
| Mühlenstraße Lage                  | 230 m                            | Wassermühlen am Spreeübergang |                                | Die Mühlenstraße war die Hauptstraße der mittelalterlichen Stadt. Sie liegt zwischen Wassergasse und Domstraße, historisch gesehen zwischen dem Spreeübergang und dem Marktplatz. Die Straße Am Markt wurde zu DDR-Zeiten funktional und namensmäßig Teil der Mühlenstraße. Sie wurde 1995 wieder abgetrennt. |                                                                |  |
| Nachtigallenweg Lage               | 470 m                            | Nachtigallen, Singvögel | 1932                           | Der Nachtigallenweg in der Vogelsiedlung in Fürstenwalde-Nord liegt zwischen Vogelweg und Amselweg. |                                                                |  |
| Neue Gartenstraße Lage             | 950 m                            | Verlängerung der Gartenstraße | 1998                           | Die Neue Gartenstraße im Stadtteil Mitte beginnt an der Grünstraße und endet an der Frankfurter Straße. Der Teil an der früheren Ulanenkaserne war seit 1896 Teil der Gartenstraße. Die Kaserne wurde zu DDR-Zeiten durch die Sowjetarmee genutzt und ist heute ein Beispiel gelungener Konversion. | ehemaliges Kasernengebäude Neue Gartenstraße                   |  |
| Neue Spreestraße Lage              | 240 m                            | Verlängerung der Spreestraße | 2005                           | Die Neue Spreestraße im Stadtteil Süd ist eine Stichstraße nordöstlich der Langewahler Straße. Sie erschließt das Gewerbegebiet Langewahler Straße. |                                                                |  |
| Neue Straße Lage                   | 850 m                            | Zur Zeit ihrer Errichtung die „neue“ Straße | nach 1945                      | Die Neue Straße im Stadtteil Süd liegt zwischen Krausestraße und Querstraße. Sie wurde 1911 unter ihrem heutigen Namen angelegt, hieß zwischenzeitlich (vermutlich ab den 1930er Jahren) Hindenburgstraße. |                                                                |  |
| Neu Golmer Weg Lage                | 720 m (Hauptzug)                 | Neu Golm, Ortsteil der Gemeinde Bad Saarow | 1906                           | Die frühere Verbindungsstraße in den Nachbarort beginnt an der Saarower Chaussee und ist heute eine Sackgasse. In Teilen bildet sie die Grenze zu Petersdorf, einem weiteren Ortsteil von Bad Saarow. Die Hausnummern 11 bis 19 gehören zur Gemeinde Bad Saarow, der Rest zu Fürstenwalde. |                                                                |  |
| Nikolaus-Kopernikus-Straße Lage    | 450 m                            | Nikolaus Kopernikus (1473–1543), Astronom, Arzt | um 1976                        | Die Nikolaus-Kopernikus-Straße zwischen Siedlerweg und Borodinstraße befindet sich im Stadtteil Nord. Sie war ursprünglich Teil der 1927 angelegten Konitzer Straße, die ab 1947 Käthe-Kollwitz-Straße hieß. Mit Errichtung des Kosmonautenviertels wurde der nördliche Teil zur Nikolaus-Kopernikus-Straße. |                                                                |  |
| Nikolaus-Otto-Straße Lage          | 230 m                            | Nikolaus Otto (1832–1891), Erfinder des Ottomotors | etwa 1995                      | Die Nikolaus-Otto-Straße befindet sich in Nord zwischen Triftstraße und Auf den Weinbergen. Die Straße existiert bereits auf Karten aus der ersten Hälfte des 20. Jahrhunderts. Sie trägt dort allerdings keinen Namen. |                                                                |  |
| Nordstraße Lage                    | 480 m                            | Zur Zeit der Benennung der nördlichste bebaute Teil der Stadt. | 1875                           | Die Nordstraße im Stadtteil Nord beginnt an der Ernst-Thälmann-Straße und reicht bis zur Martin-Luther-Straße. |                                                                |  |
| Onkel-Toms-Hütte Lage              | 100 m                            | Ausflugslokal |                                | Die Bezeichnung Onkel-Toms-Hütte übertrug sich vom Ausflugslokal auf die angrenzende Straße, ein Waldweg, der vorher Teil des Kienbaumer Wegs gewesen sein dürfte. |                                                                |  |
| Otto-Hahn-Straße Lage              | 180 m                            | Otto Hahn (1879–1968), Chemiker, Pionier der Radiochemie | 2018                           | Die Otto-Hahn-Straße ist eine Sackgasse östlich der Marie-Curie-Straße im Gewerbegebiet Lise-Meitner-Straße im Stadtteil Süd. |                                                                |  |
| Otto-Lilienthal-Straße Lage        | 230 m                            | Otto Lilienthal (1848–1896), Luftfahrtpionier |                                | Die Otto-Lilienthal-Straße in Nord verbindet die Juri-Gagarin-Straße mit der Nikolaus-Kopernikus-Straße. |                                                                |  |
| Ottomar-Geschke-Platz Lage         | 7800 m²                          | Ottomar Geschke (1882–1957), Politiker (KPD, SED) aus Fürstenwalde | nach 1957                      | Der heutige Ottomar-Geschke-Platz liegt zwischen Dr.-Wilhelm-Külz-Straße und Friedrich-Engels-Straße in Mitte. An dieser Stelle, vor dem früheren Müncheberger Tor, lagen einst das Hospital zum heiligen Geist mit dem Hospitalfriedhof. Nach 1822 war der nördliche Bereich Baumschule und Wäschetrockenplatz. 1890 wurde er gärtnerisch gestaltet und bekam den Namen Kaiserplatz. Nach 1918 erhielt er gemeinsam mit dem südlich gelegenen Denkmalsplatz der Namen Platz der Republik. Dieser Name wurde nach 1933 wieder in Denkmalsplatz und nach 1945 in Platz der Opfer des Faschismus geändert, bevor der Platz seinen heutigen Namen erhielt. Durch die im Jahre 2000 erfolgte Abtrennung des südlichen Teils als Platz Am Stern wurde die frühere Zweiteilung wiederhergestellt. Auf dem Ottomar-Geschke-Platz befinden sich Ehrengräber sowjetischer Soldaten mit einem bei der Umgestaltung 1978 errichteten Denkmal. | Sowjetisches Ehrendenkmal auf dem Ottomar-Geschke-Platz        |  |
| Otto-Nuschke-Straße Lage           | 310 m                            | Otto Nuschke (1883–1957), Politiker (CDU), stellvertretender Ministerpräsident der DDR                                                                                  | um 1950                        | Die Otto-Nuschke-Straße liegt im Stadtteil Mitte zwischen Karl-Marx-Straße und Eisenbahnstraße. Sie hieß nach ihrer Errichtung 1867 Karlstraße (teilweise auch Carlstraße). Es wird ein Bezug zu Prinz Friedrich Karl von Preußen (1828–1885) vermutet, der 1864 die Düppeler Schanzen erstürmt hat. |                                                                |  |
| Otto-Ulinski-Straße Lage           | 130 m                            | Otto Ulinski (1877–1926), Gewerkschafter, Gründer der KPD-Ortsgruppe (1919)                                                                                             | 1951                           | Die Otto-Ulinski-Straße entstand 1928 auf den „Kirschplantagen“ und hieß bis 1947 Bülowstraße, nach dem früheren Bischof Dietrich von Bülow. Kurzzeitig (1947–1951) trug sie den Namen Ernst-Thälmann-Straße, ehe die wesentlich längere Straße gleichen Namens gebildet wurde. |                                                                |  |
| Palmnicken Lage                    | 310 m (Hauptzug)                 | Benennung durch früheren Eigentümer | 1864                           | Als Palmnicken wird ein ehemaliges Gut westlich der Trebuser Straße bezeichnet. Dieses existierte schon um 1800 und wechselte über die Zeit häufig den Besitzer. Anfang der 1950er Jahre entstand eine Landestraktoristenschule, die sich bis zum Ende der DDR zu einer Agraringenieurschule entwickelte. Heute ist das Gelände Europaschule Oberstufenzentrum Palmnicken. | Europaschule Palmnicken                                        |  |
| Pappelweg Lage                     | 340 m                            | Pappeln, Pflanzengattung | 1951                           | Der Pappelweg in Süd, zwischen Grenzstraße und Lange Straße, bestand schon um 1920 in der Siedlung „Eigene Scholle“ (ohne Namen). Später hieß die Straße Lindenstraße. Dieser Name wurde wegen der Dopplung mit der Eingemeindung Ketschendorfs geändert. |                                                                |  |
| Paradeplatz Lage                   | 310 m²                           | „Parade“ (Sammeln) der Soldaten auf dem Platz nach dem morgendlichen Trompetensignal                                                                                    | 2018                           | Der Paradeplatz in Mitte liegt zwischen Domplatz und Reinheimer Straße. Seinen Namen trug er bereits auf dem ersten Stadtplan von 1725. Nach 1945 hatte der Platz keinen Namen mehr und war im zerstörten Zentrum auch als solcher nicht mehr wahrnehmbar. |                                                                |  |
| Parkallee Lage                     | 190 m                            | Stadtpark | 1994                           | Die Parkallee in Mitte führt von der Karl-Marx-Straße auf den Hauptweg des Stadtparks (Heideherr-Schultze-Weg) zu. Sie wurde nach 1836 angelegt und hieß zunächst Parkstraße. Mit der Eingemeindung von Trebus wurde der Name geändert, da dieser Name doppelt vorkam. Die Parkallee ist die einzige Straße in Fürstenwalde mit dem Namensteil „Allee“. |                                                                |  |
| Parkring Lage                      | 350 m                            | „Park“ am Trebuser See | um 1990                        | Der Parkring ist eine südliche Seitenstraße (Sackgasse) des Hangelsberger Weges im Ortsteil Trebus mit Anschluss an die Parkstraße. |                                                                |  |
| Parkstraße Lage                    | 750 m                            | „Park“ am Trebuser See |                                | Die Parkstraße ist eine Y-förmige Straße zwischen Hangelsberger Weg, Parkring und Fürstenwalder Straße im Ortsteil Trebus. Mit der Eingemeindung Trebus' existierte der Name doppelt: Die Straße im Stadtteil Mitte wurde 1994 in Parkallee umbenannt. |                                                                |  |
| Paul-Frost-Ring Lage               | 980 m (Hauptzug)                 | Paul Frost, Fürstenwalder Antifaschist | 1979                           | Der Paul-Frost-Ring ist Namensgeber des gesamten Wohngebietes und liegt südlich der Lange Straße im Stadtteil Süd. Städtebaulich interessant ist, dass die Zeilenbauten einen zentrale Kfz-freie Achse bildeten, die einem klassischen „Anger“ nahekommen. Durch Rückbaumaßnahmen in den 2000er Jahren ging dieser Eindruck ein wenig verloren. |                                                                |  |
| Petersdorfer Straße Lage           | 680 m                            | Petersdorf, Ortsteil der Gemeinde Bad Saarow | seit 1815 nachgewiesen         | Die Petersdorfer Straße im Stadtteil Süd war vor dem Chausseebau (August-Bebel-Straße/Saarower Chaussee) die Verbindung nach Petersdorf und Saarow. Sie begann dereinst an der heutigen August-Bebel-Straße gegenüber der Einmündung der Langewahler Straße. Der Abschnitt zwischen August-Bebel-Straße und Wielandstraße gehört heute größtenteils zum Gelände der Samariteranstalten, sodass die Petersdorfer Straße aktuell von der Grundtsücksgrenze (Tor) bis zur Lange Straße reicht. Südlich der Lange Straße setzt sie sich als Alte Petersdorfer Straße fort. |                                                                |  |
| Pipergestell Lage                  | 650 m (als Straße)               | forstlicher Name der Schneise | 1830                           | Das Pipergestell befindet sich westlich des Ortsteils Heideland. Zwischen Hangelsberger Chaussee und der Bahnstrecke Berlin-Frankfurt (Oder) ist es als Straße ausgebaut und 1997 offiziell benannt worden. Die restlichen Teile sind Forstwege. |                                                                |  |
| Platz der Republik Lage            | 2960 m²                          | ursprünglich Deutsche Demokratische Republik |                                | Der Platz der Republik befindet sich in der Reifenwerksiedlung im Stadtteil Süd. Durch Abriss eines Wohnblocks reicht die Freifläche wesentlich weiter nach Süden, die hier befindliche Bebauung als Fortsetzung der Bebauung des Platzes der Republik zählt jedoch zur Smetanastraße. Der heutige Ottomar-Geschke-Platz hieß zur Zeit der Weimarer Republik ebenso Platz der Republik. |                                                                |  |
| Platz der Solidarität Lage         | 3150 m²                          | Solidarität als ein Ideal des Sozialismus |                                | Der Platz der Solidarität befindet sich in der Reifenwerksiedlung im Stadtteil Süd. Er ist stadtweit präsent, da die gleichnamige Haltestelle Endpunkt mehrerer Stadtbuslinien ist. |                                                                |  |
| Platz des Gedenkens Lage           | 1750 m²                          | Gedenken an das Internierungslager Ketschendorf | 1992                           | Der Platz des Gedenkens befindet sich in der Reifenwerksiedlung im Stadtteil Süd. Bevor er seinen heutigen Namen bekam, hieß er Platz der Freiheit. |                                                                |  |
| Poststraße Lage                    | 270 m                            | möglicherweise stand hier die Ketschendorfer Postfiliale |                                | Die Poststraße befindet sich zwischen Bahnhofstraße und Waldemarstraße im Stadtteil Süd. |                                                                |  |
| Privatweg Lage                     | 230 m                            | Straße (war einst) im Privatbesitz | 1927                           | Der Privatweg befindet sich in der Vogelsiedlung im Stadtteil Nord zwischen Hegelstraße und Schellingstraße. |                                                                |  |
| Puschkinplatz Lage                 | 3470 m²                          | Alexander Sergejewitsch Puschkin (1799–1837), russischer Nationaldichter                                                                                                |                                | Der Puschkinplatz befindet sich in der Reifenwerksiedlung im Stadtteil Süd. |                                                                |  |
| Puschkinstraße Lage                | 810 m                            | Alexander Sergejewitsch Puschkin (1799–1837), russischer Nationaldichter                                                                                                | 1950                           | Die Puschkinstraße liegt zwischen der Rauener Straße und der Lange Straße im Stadtteil Süd. Sie wurde um 1914 unter dem Namen Heinestraße angelegt. Nach 1935 wurde sie in Dietrich-Eckart-Straße umbenannt. Diese Umbenennung wurde nach 1945 wieder rückgängig gemacht. Da es in Fürstenwalde bereits eine Heinrich-Heine-Straße gab, erhielt sie im Zuge der Eingemeindung Ketschendorfs ihren heutigen Namen. |                                                                |  |
| Querstraße Lage                    | 220 m                            | Straße quer zur Hauptstraße (August-Bebel-Straße) | seit 1902 nachgewiesen         | Die Querstraße liegt zwischen August-Bebel-Straße und Mitschurinstraße im Stadtteil Süd. Die im Bereich Spreevorstadt gelegene Straße gleichen Namens wurde zur Tilgung doppelter Namen mit der Eingemeindung Ketschendorfs 1951 in Heinrich-Zille-Straße umbenannt. |                                                                |  |
| Rathausstraße Lage                 | 160 m                            | Altes Rathaus | 1992                           | Die Rathausstraße befindet sich im mittelalterlichen Kern der Stadt. Ursprünglich hieß sie Herrenstraße, da hier einst die Ratsherren wohnten. Im Jahr 1951 wurde sie in Leninstraße umbenannt. |                                                                |  |
| Rathenaustraße Lage                | 480 m                            | Walther Rathenau (1867–1922), Industrieller, Schriftsteller, Politiker (DDP), Reichsaußenminister                                                                       | 1947                           | Die Rathenaustraße befindet sich im Stadtteil Nord zwischen Trebuser Straße und Ernst-Thälmann-Straße. Sie wurde 1930 als Liebermannstraße errichtet. 1933 wurde sie in Gorch-Fock-Straße umbenannt. |                                                                |  |
| Rauener Kirchweg Lage              | 860 m                            | Weg zur Kirche im Nachbarort Rauen, vor der Errichtung der Kirche in Ketschendorf gingen die Bewohner über diesen Weg zur Kirche                                        |                                | Der Rauener Kirchweg beginnt an der August-Bebel-Straße nahe dem Ketschendorfer Anger und endet an der Stadtgrenze (Grenzstraße). Auf Rauener Seite setzt er sich als Ketschendorfer Straße fort und führt auf die Kirche zu. |                                                                |  |
| Rauener Straße Lage                | 1030 m                           | Rauen, Nachbargemeinde | seit 1815 nachgewiesen         | Die Rauener Straße ist die Ortsverbindungsstraße Richtung Storkow (Mark) über Rauen. Sie beginnt an der August-Bebel-Straße bei der Spreebrücke und endet an der Stadtgrenze (Grenzstraße). Sie ist Teil der Landesstraße 36 (Abschnitt August-Bebel-Straße-Erich-Weinert-Straße) bzw. der Landesstraße 361 (Abschnitt Erich-Weinert-Straße-Grenzstraße). Bis 1951 lag südlich der Straße die Grenze zwischen Fürstenwalde und Ketschendorf. |                                                                |  |
| Rawitscher Straße Lage             | 350 m                            | Rawitsch, Stadt in Polen | 1933                           | Die Rawitscher Straße befindet sich zwischen Juri-Gagarin-Straße und Galileo-Galilei-Straße im Stadtteil Nord. Ihr Name ist ein Relikt, denn entgegen dem Vorgehen an allen umliegenden Straßen, welche in den 1920er und 1930er Jahren nach Städten benannt wurden, die durch die Bestimmungen des Versailler Vertrags vom Deutschen Reich abgetreten werden mussten, erhielt die Rawitscher Straße nach dem Zweiten Weltkrieg keinen neuen Namen. Ursächlich könnte sein, dass die Straße zum damaligen Zeitpunkt unbefestigt, unbebaut und völlig unbedeutend gewesen war. Im Stadtverordnetenbeschluss von 1951 wurde sie nicht einmal erwähnt. |                                                                |  |
| Rebstockstraße Lage                | 230 m                            | Rebstock, Nähe zu den Weinbergen | 1995                           | Die Rebstockstraße im Stadtteil Nord beginnt an der Triftstraße und geht in die Straße Auf den Weinbergen über. |                                                                |  |
| Reifenwerkring Lage                | 550 m                            | Reifenwerk | 1995                           | Der Reifenwerkring ist eine Ringstraße östlich des Tränkewegs im Gewerbegebiet Tränkeweg in Fürstenwalde-Süd. |                                                                |  |
| Reifenwerkstraße Lage              | 180 m                            | Reifenwerk | 1992                           | Die Straße entstand mit dem Bau der Kabelwerksiedlung in den 1920er Jahren. Sie liegt zwischen Bahnhofstraße und Langewahler Straße. 1935 bekam sie den Namen Werkstaße und wurde 1950 in Straße der Neuerer umbenannt. |                                                                |  |
| Reinheimer Straße Lage             | 420 m (Hauptzug)                 | Reinheim, Stadt in Hessen, seit 1989/90 Partnerstadt von Fürstenwalde                                                                                                   | 1992                           | Die Reinheimer Straße im Zentrum der Stadt verbindet die Eisenbahnstraße mit der Geschwister-Scholl-Straße. Bis 1951 hieß sie Junkerstraße, da hier die Häuser des Landadels lagen. Danach war es die Straße der Jugend. |                                                                |  |
| Reiterbahn Lage                    | 140 m (geplant)                  | Lage in der ehemalige Ulanenkaserne | 2000 (Beschluss)               | Die Straße wurde als Teil der Konversion der ehemaligen Ulanenkaserne zwischen Neue Gartenstraße und Ulanenring geplant. Sie wurde bis heute nicht errichtet. |                                                                |  |
| Richard-Soland-Ring Lage           | 420 m (Hauptzug)                 | Richard Soland (?–1943), Fürstenwalder Kommunist | 1972                           | Der Richard-Soland-Ring ist eine Ringstraße zwischen Trebuser Straße und Werner-Seelenbinder-Straße in Nord. Seine nördliche Ost-West-Achse entstand um 1935 als Teil der Tannenbergstraße in Erinnerung an die Schlacht bei Tannenberg (1914). 1951 erhielt sie den Namen Richard-Soland-Straße. Deren westlicher Teil wurde 1992 dem Richard-Soland-Ring zugeschlagen, der in den 1970er Jahren unmittelbar südlich angelegt wurde und dessen Namensgebung sich direkt auf die Richard-Soland-Straße bezog (analog zum benachbarten Friedrich-Ludwig-Jahn-Ring und der Jahnstraße). |                                                                |  |
| Richard-Strauss-Straße Lage        | 710 m                            | Richard Strauss (1864–1949), Komponist | 1951                           | Die Richard-Strauss-Straße befindet sich im Stadtteil Nord zwischen Trebuser Straße und Küstriner Straße. Sie entstand 1927 unter dem Namen Lissaer Straße. Die Straße wurde im Laufe der Zeit sowohl nach Osten als auch nach Westen verlängert, was sich in der unabgestimmten Hausnummerierung zeigt. |                                                                |  |
| Richard-Tauber-Straße Lage         | 370 m                            | Richard Tauber (1891–1948), Opernsänger | 1964                           | Die Richard-Tauber-Straße liegt im Stadtteil Süd zwischen Rauener Straße und Lange Straße. Die Straße existierte schon vor 1933 und hieß zunächst Friedrich-Ebert-Straße. 1933 wurde sie zunächst in Horst-Wessel-Straße und im selben Jahr erneut in Hindenburgstraße umbenannt. |                                                                |  |
| Richard-Wagner-Straße Lage         | 520 m                            | Richard Wagner (1813–1883), Komponist | 1951                           | Die Richard-Wagner-Straße befindet sich im Stadtteil Nord zwischen Ehrenfried-Jopp-Straße und Wladimir-Komarow-Straße. Sie liegt unmittelbar westlich der Gleise der ehemaligen Oderbruchbahn. Entstanden ist sie 1927 unter dem Namen Soldauer Straße. Mit der Anlage des Kosmonautenviertels um 1976 wurde der Nordteil als Galileo-Galilei-Straße abgetrennt. |                                                                |  |
| Ring der Freundschaft Lage         | 1410 m (Hauptzug)                | Freundschaft als Grundtugend des sozialistischen Menschen | 1953                           | Der Ring der Freundschaft befindet sich in der Reifenwerksiedlung im Stadtteil Süd. Es handelt sich um eine zentrale Erschließungsstraße der Siedlung. |                                                                |  |
| Ringstraße Lage                    | 640 m                            | Form als Ringstraße | zwischen 1935 und 1962         | Die Ringstraße ist eine Ringstraße östlich der Saarower Chaussee im Bereich der Ketschendorfer Gutswiesen im Stadtteil Süd. |                                                                |  |
| Robert-Havemann-Straße Lage        | 180 m                            | Robert Havemann (1910–1982), Chemiker, Kommunist, Widerstandskämpfer und DDR-Regimekritiker, vom Kreisgericht Fürstenwalde zu Hausarrest verurteilt                     | 1991                           | Die Robert-Havemann-Straße befindet sich im Stadtteil Mitte zwischen Dr.-Wilhelm-Külz-Straße und Eisenbahnstraße. Sie entstand 1875 unter dem Namen Friedrichstraße. Nach 1945 wurde sie zu Ehren des hier am 17.11.1933 von Faschisten ermordeten Bürgers in Max-Behnke-Straße umbenannt. Da dessen Taten später eher als „rowdyhaftes Verhalten“ gewertet wurde, erfolgte die Umbenennung und heutige Namensgebung nach Robert Havemann, da dessen Verurteilung im Kreisgericht ganz in der Nähe stattfand. |                                                                |  |
| Robert-Koch-Straße Lage            | 60 m                             | Robert Koch (1843–1910), Mediziner, Nobelpreisträger | vermutlich um 1951             | Die Robert-Koch-Straße ist eine kurze Stichstraße östlich der Albert-Einstein-Straße im Stadtteil Süd. |                                                                |  |
| Robinienweg Lage                   | 400 m (Hauptzug)                 | Robinien, Pflanzengattung | 1998                           | Der Robinienweg im Stadtteil Süd liegt zwischen Lange Straße und An der Kohlenbahn. Sein nördlichster Abschnitt war vorher Teil des Buchenwegs. |                                                                |  |
| Rosa-Luxemburg-Straße Lage         | 630 m                            | Rosa Luxemburg (1871–1919), Vertreterin der Arbeiterbewegung, Politikerin (SPD, KPD)                                                                                    | 1951                           | Die Rosa-Luxemburg-Straße liegt im Stadtteil Süd zwischen Petersdorfer Straße und Langewahler Straße. Es handelte sich ursprünglich um zwei separate Straßen, die um 1914 angelegt wurden: Westlich der heutigen August-Bebel-Straße lag die Mittelstraße, östlich die Bismarckstraße. Diese Straßen wurden nach 1945 unter dem neuen Namen Karl-Marx-Straße zusammengefasst. Mit der Eingemeindung Ketschendorfs wurde zur Tilgung doppelter Namen der heutige Name vergeben. |                                                                |  |
| Rosengartenweg Lage                | 180 m                            | Kleingartenanlage „Rosengarten“ am Weg | 2019                           | Der Rosengartenweg befindet sich im Bereich Ausbau Ost im Stadtteil Nord. |                                                                |  |
| Rosenstraße Lage                   | 100 m                            | Rosen, Pflanzengattung | vermutlich um 1960             | Die Rosenstraße befindet sich in der Spreevorstadt im Stadtteil Süd zwischen Lotichiusstraße und Rudolf-Breitscheid-Straße. Sie entstand vermutlich im Zusammenhang mit dem Neubau der Spreebrücke um 1960, als die Rudolf-Breitscheid-Straße anders angebunden wurde. Ihr Name könnte eine Reminiszenz an die historische Rosenstraße (auch Rosengasse) im Stadtzentrum sein, welche ungefähr zur selben Zeit im Zuge des Stadtumbaus verschwand und (am gegenüberliegenden Spreeufer) wischen Niederlagetor und Mühlenstraße lag. Mit der historischen Rosenstraße verschwand auch das „Fürstenwalder Hosenbein“, eine stadtbildprägende Gassenverzweigung. |                                                                |  |
| Roteichenstraße Lage               | 590 m                            | Roteiche, Pflanzenart aus der Gattung der Eichen | nach 1951                      | Die Roteichenstraße liegt zwischen Bahnhofstraße und Alte Langewahler Chaussee im Stadtteil Süd. Sie entstand nach 1919 unter der Bezeichnung Richthofenstraße. |                                                                |  |
| Rotkehlchenweg Lage                | 340 m                            | Rotkehlchen, Vogelart | 1964                           | Der Rotkehlchenweg befindet sich in der Vogelsiedlung in Fürstenwalde-Nord. Er entstand 1927 unter dem Namen Schopenhauerstraße und liegt zwischen Hegelstraße und Trebuser Straße, wobei der Zugang von und zur Trebuser Straße Fußgängern und Radfahrern vorbehalten ist. |                                                                |  |
| Rudolf-Breitscheid-Straße Lage     | 2440 m                           | Rudolf Breitscheid (1874–1944), Politiker (SPD) | 1947                           | Die Rudolf-Breitscheid-Straße ist eine Ortsverbindungsstraße und befindet sich im Stadtteil Süd. Sie beginnt an der Rosenstraße und endet an der Braunsdorfer Chaussee. Ab der Leistikowstraße ist sie Teil der Landesstraße 36. Ihre ursprüngliche Bezeichnung war bis zur Leistikowstraße Braunsdorfer Straße, dahinter Braunsdorfer Chaussee. 1937 taucht sie auf einem Stadtplan als Von-Reiche-Straße auf. |                                                                |  |
| Rudolf-Diesel-Straße Lage          | 200 m                            | Rudolf Diesel (1858–1913), Ingenieur, Erfinder des Dieselmotors | 1995                           | Die Rudolf-Diesel-Straße im Stadtteil Nord liegt zwischen Triftstraße und Auf den Weinbergen. |                                                                |  |
| Rückertstraße Lage                 | 630 m                            | Friedrich Rückert (1788–1866), Dichter | 1914                           | Die Rückertstraße befindet sich im Stadtteil Süd. Sie liegt zwischen Lange Straße und Gellertstraße. |                                                                |  |
| Saarower Chaussee Lage             | 1200 m                           | Bad Saarow, Nachbargemeinde | 1907                           | Die Saarower Chaussee ist die Ortsverbindungsstraße nach Bad Saarow. Als solche ist sie Teil der Landesstraße 35. Sie liegt im Stadtteil Süd und beginnt im Bereich der Autobahnmeisterei als fließender Übergang aus der August-Bebel-Straße und endet an der Gemarkungsgrenze. |                                                                |  |
| Sandweg Lage                       | 220 m                            | Sand | 2017                           | Der Sandweg befindet sich im Bereich der Ketschendorfer Gutswiesen im Stadtteil Süd. Er verbindet den Gutswiesenweg und den Feldweg. |                                                                |  |
| Schäferweg Lage                    | 210 m                            | Straße zur ehemaligen Schäferbrücke | 1933                           | Der Schäferweg in Nord liegt zwischen Weinbergsgrund und Fichtenwinkel. |                                                                |  |
| Schellingstraße Lage               | 600 m                            | Friedrich Wilhelm Joseph Schelling (1775–1854), Philosoph, Anthropologe                                                                                                 | 1927                           | Die Schellingstraße liegt zwischen Hegelstraße und Birkenweg in der Vogelsiedlung in Nord. |                                                                |  |
| Schillerstraße Lage                | 310 m                            | Friedrich Schiller (1759–1805), Dichter | seit 1907 nachgewiesen         | Die Schillerstraße befindet sich im Stadtteil Süd zwischen Gersdorffstraße und August-Bebel-Straße. Prägnant ist die Martin-Luther-Kirche, die im Straßenraum steht. | Martin-Luther-Kirche an der Schillerstraße                     |  |
| Schlehenweg Lage                   | 250 m                            | Schlehdorn, Pflanzenart | 1997                           | Der Schlehenweg befindet sich zwischen Kastanienweg und Rauener Kirchweg im Stadtteil Süd. |                                                                |  |
| Schloßstraße Lage                  | 360 m                            | Bischofsschloss |                                | Die Schloßstraße liegt im Stadtzentrum zwischen Mühlenstraße und Magazinstraße (bzw. Geschwister-Scholl-Straße). In der Schloßstraße 13 befindet sich das Jagdschloss, welches aber nicht namengebend war, da es erst weit nach der Benennung der Straße errichtet wurde. Da es sich um einen Eigennamen handelt, ist die Schreibweise mit ß korrekt. | Reste des namengebenden Bischofsschlosses                      |  |
| Schubertstraße Lage                | 120 m                            | Franz Schubert (1797–1828), Komponist | etwa 1935                      | Die Schubertstraße befindet sich in der Spreevorstadt im Stadtteil Süd zwischen Lotichiusstraße und Rudolf-Breitscheid-Straße. Sie entstand durch Überbauung des früheren Lotichiusplatzes. |                                                                |  |
| Schulstraße Lage                   | 90 m                             | Standort des Schulgebäudes (bis 1869) |                                | Die Schulstraße befindet sich im Stadtzentrum zwischen Reinheimer Straße und Domstraße. Auf dem Stadtplan von 1725 ist sie als Schulgasse verzeichnet. |                                                                |  |
| Schweinemarkt Lage                 | 80 m                             | Fläche wurde als Viehmarkt genutzt |                                | Der Schweinemarkt liegt im Stadtteil Mitte zwischen Berliner Straße und Dr.-Wilhelm-Külz-Straße. |                                                                |  |
| Seelower Straße Lage               | 390 m                            | Seelow, Stadt, war zur Zeit der Benennung Kreisstadt vom Landkreis Lebus, zu dem auch Fürstenwalde gehörte                                                              | 1875                           | Die Seelower Straße befindet sich im Stadtteil Mitte. Sie liegt südlich parallel zur Bahntrasse zwischen Eisenbahnstraße und Kirchhofstraße. |                                                                |  |
| Seilerplatz Lage                   | 10700 m²                         | Platz zur Herstellung von Seilen | 1875                           | Der Seilerplatz befindet sich zwischen Seilerstraße und Feldstraße im Stadtteil Mitte. Seit 1906 befindet sich hier die katholische Kirche. | St. Johannes Baptist auf dem Seilerplatz                       |  |
| Seilerstraße Lage                  | 250 m                            | Hier befanden sich einige Seilerbahnen. | 1875                           | Die Seilerstraße beginnt an der Bergstraße und endet an der Seelower Straße. Sie liegt im Stadtteil Mitte. |                                                                |  |
| Sembritzkistraße Lage              | 270 m                            | Gustav Sembritzki, Stadtverordnetenvorsteher (1875–1893) |                                | Die Straße existiert seit 1867. Sie befindet sich zwischen Altstadt und Dr.-Wilhelm-Külz-Straße. |                                                                |  |
| Siebweg Lage                       | 1920 m                           | Sieb, (landwirtschaftlich genutztes) Werkzeug |                                | Der Siebweg befindet sich im Ortsteil Trebus östlich der Beerfelder Straße. Er reicht bis zum Friedhof des Ortsteils Molkenberg. |                                                                |  |
| Siedlerweg Lage                    | 260 m                            | Besiedlung des Gebietes nach dem 1. Weltkrieg | 1932                           | Der Siedlerweg befindet sich im Stadtteil Nord zwischen Juri-Gagarin-Straße und Konstantin-E.-Ziolkowski-Ring. Der Beerenweg in den Gutswiesen in Süd hieß bis 1951 ebenfalls Siedlerweg. |                                                                |  |
| Siegfried-Hirschmann-Straße Lage   | 160 m (+ 570 m geplant)          | Siegfried Hirschmann (1863–1942), Unternehmer, legte durch Ansiedlung der Deutschen Kabelwerke den Grundstein für das Fürstenwalder Reifenwerk                          | 2018                           | Die Siegfried-Hirschmann-Straße befindet sich im Stadtteil Süd. Die Straße ist derzeit eine Sackgasse, die von der Bahnhofstraße abgeht. Ein Ausbau bis zur Alten Langewahler Chaussee ist im Gespräch. | Gerhard-Goßmann-Grundschule in der Siegfried-Hirschmann-Straße |  |
| Smetanastraße Lage                 | 60 m                             | Bedřich Smetana (1824–1884), Komponist | 1954?                          | Die Smetanastraße liegt in der Reifenwerksiedlung in Fürstenwalde-Süd. |                                                                |  |
| Splettstößerstraße Lage            | 70 m                             | unklar, im Adressbuch von 1935 gibt es in Ketschendorf mehrere Personen dieses Namens                                                                                   | 1954?                          | Die Splettstößerstraße ist eine Sackgasse in der Reifenwerksiedlung im Stadtteil Süd. |                                                                |  |
| Spreebrücke Lage                   | 200 m                            | Brücke über die Spree | 1992                           | Die erste Brücke über die Spree entstand an dieser Stelle mit dem Schleusenneubau im Jahr 1913. Sie erhielt den Namen Kaiser-Wilhelm-Brücke. In der Weimarer Republik wurde sie in Friedrich-Ebert-Brücke umbenannt. Auch der Name Hindenburgbrücke ist nachgewiesen. Am 20. April 1945 wurde die Brücke durch zurückweichende deutsche Kräfte gesprengt. 1960 wurde eine neue Brücke mit dem Namen Brücke der Jungen Pioniere, später Brücke der Thälmannponiere errichtet. Nach der Wende erhielt sie ihren heutigen Namen, der auch vorher schon geläufig war. | Die Brücke über dem Spreehauptarm                              |  |
| Spreenhagener Straße Lage          | 2230 m                           | Spreenhagen, Gemeinde in der Nähe | seit 1285 nachgewiesen         | Die Spreenhagener Straße ist eine Ortsverbindungsstraße Richtung Markgrafpieske und Spreenhagen im Ortsbereich Rauensche Ziegelei. Sie ist Teil der Landesstraße 36. In früheren Karten auch als Spreenhagener Weg bezeichnet. |                                                                |  |
| Spreestraße Lage                   | 520 m                            | Straße Richtung Spree | vor 1900                       | Die Spreestraße liegt zwischen der August-Bebel-Straße und der Langewahler Straße im Stadtteil Süd. Die Albert-Kleeberg-Straße in Mitte hieß bis 1951 ebenso Spreestraße. Die Dopplung wurde mit Eingemeindung Ketschendorfs beseitigt. Die Fortsetzung der Spreestraße Richtung Spree heißt Neue Spreestraße. |                                                                |  |
| Stadtgraben Lage                   | 50 m                             | Stadtgraben, Teil der mittelalterlichen Stadtbefestigung |                                | Der Stadtgraben führte bis 1804 um die Stadt. Die heutige, westlich der Geschwister-Scholl-Straße gelegene Sackgasse ist ein Überrest der Anlage, wobei es sich nur um die Zuführung zum eigentlichen Stadtgraben handelt. Dieser lag quer zur heutigen Straße und wurde nach den Kriegszerstörungen ab den 1960er Jahren weitgehend überformt. | Die Katzentreppe am Stadtgraben mit Blick zum Dom              |  |
| Steinhöfeler Chaussee Lage         | 1420 m                           | Steinhöfel, Nachbargemeinde |                                | Die Steinhöfeler Chaussee ist die Ortsverbindungsstraße in den Nachbarort. Sie liegt zwischen Juri-Gagarin-Straße und Gemarkungsgrenze, hinter der sie sich unter gleichem Namen fortsetzt. Der Abschnitt bis zur Buchholzer Chaussee ist Teil der Bundesstraße 168, der Rest Teil der Landesstraße 36. Bis 1951 war die Karl-Liebknecht-Straße Teil der Steinhöfeler Chaussee. |                                                                |  |
| Steinweg Lage                      | 440 m                            | Stein |                                | Der Steinweg ist eine Straße in den Gutswiesen im Stadtteil Süd. Sie verbindet die Alte Langewahler Chaussee mit dem Feldweg. |                                                                |  |
| Straße der Einheit Lage            | 400 m                            | ursprünglich ein Verweis auf die Einheitspartei (SED) denkbar |                                | Die Straße der Einheit ist eine zentrale Erschließungsstraße der Reifenwerksiedlung in Süd. |                                                                |  |
| Strausberger Straße Lage           | 420 m                            | Strausberg, Stadt in der Nähe | etwa 1880                      | Die Strausberger Straße befindet sich im Stadtteil Nord. Sie beginnt an der Ernst-Thälmann-Straße und endet an der Küstriner Straße. | Strausberger Straße                                            |  |
| Szymanowskistraße Lage             | 160 m                            | Karol Szymanowski (1882–1937), Komponist |                                | Die Szymanowskistraße befindet sich in der Reifenwerksiedlung im Stadtteil Süd. |                                                                |  |
| Theodor-Storm-Straße Lage          | 200 m                            | Theodor Storm (1817–1888), Schriftsteller | nach 1937                      | Die Theodor-Storm-Straße befindet sich im Bereich Westend im Stadtteil Süd zwischen Friedhofstraße und Johannes-R.-Becher-Straße. |                                                                |  |
| Thomas-Edison-Straße Lage          | 360 m                            | Thomas Alva Edison (1847–1931), Erfinder und Unternehmer | etwa 1996                      | Die Thomas-Edison-Straße ist eine Ringstraße südlich der Lindenstraße in Mitte. Die Straße wurde etwa auf zwei Drittel ihrer ursprünglichen Länge verkürzt, weil ein anliegendes Unternehmen große Flächen kaufte und ein neuer östlicher Anschluss an die Lindenstraße baute. Das ursprüngliche östliche Ende lag im Bereich der Tankstelle (Lindenstraße 59). |                                                                |  |
| Tieckstraße Lage                   | 200 m                            | Ludwig Tieck (1773–1853), Dichter |                                | Die Tieckstraße befindet sich in Süd. Sie liegt zwischen Hauffstraße und Gellertstraße. |                                                                |  |
| Töpferstraße Lage                  | 120 m                            | einst Töpfereien an der Straße | 1880                           | Die Töpferstraße liegt zwischen Bergstraße und Kirchhofstraße in Mitte. Die alte Straße war vorher Teil der Bergstraße. Nach 1900 war zumindest noch eine Töpferei nachweisbar. |                                                                |  |
| Tränkeweg Lage                     | 840 m                            | Straße zur Tränke |                                | Der Tränkeweg ist die zentrale und namengebende Erschließungsstraße des Gewerbegebiets in Süd. |                                                                |  |
| Trebuser Straße Lage               | 2330 m                           | Trebus, Ortsteil der Stadt Fürstenwalde/Spree | seit 1815 nachgewiesen         | Die Trebuser Straße liegt im Stadtteil Nord zwischen Ehrenfried-Jopp-Straße und Palmnicken. Ab Weinbergsgrund ist sie Teil der Bundesstraße 168. Zwischen 1985 und 1992 hieß sie Straße der Befreiung. |                                                                |  |
| Treidelbrücke Lage                 | 130 m                            | Brücke über einem Spreearm, als Treidelweg genutzt | nach 1900                      | Die unter Denkmalschutz stehende Brücke befindet sich auf dem Gelände des Wasserstraßen- und Schifffahrtsamts und ist öffentlich nicht zugänglich. | Treidelbrücke                                                  |  |
| Trianonstraße Lage                 | 80 m                             | nahegelegene Villa im Stile des Petit Trianon im Park von Versailles | 1875                           | Die zunächst von den Ulanen als Reitbahn genutzte Fläche wurde ab 1891 bebaut. Die Trianonstraße befindet sich zwischen Frankfurter Straße und Gartenstraße im Stadtteil Mitte. |                                                                |  |
| Triftstraße Lage                   | 740 m                            | Weg der Viehtrift | 1932                           | Die Triftstraße ist Teil der Bundesstraße 168. Sie führt von der Ernst-Thälmann-Straße bis zur Karl-Liebknecht-Straße im Stadtteil Nord. Die 1815 nachgewiesene Straße wurde als Viehtrift genutzt. 1867 befand sich dort ein Häuserblock An der Trift. |                                                                |  |
| Tschaikowskistraße Lage            | 410 m                            | Pjotr Iljitsch Tschaikowski (1840–1893), Komponist | 1951                           | Die Tschaikowskistraße liegt zwischen Buggenhagenstraße und Wladimir-Komarow-Straße in Nord. Sie entstand 1927 unter dem Namen Dirschauer Straße und reichte weiter nach Norden. Um 1976 wurde der nördliche Abschnitt als Johannes-Kepler-Straße abgetrennt. |                                                                |  |
| Tuchmacherstraße Lage              | 150 m                            | im Mittelalter wohnten hier die Tuchmacher | 1589                           | Die Tuchmacherstraße ist eine alte Straße im Stadtzentrum. Sie liegt zwischen Mühlenstraße und Eisenbahnstraße. Auf der südlichen Straßenseite ist die frühere Bebauung weitgehend erhalten. Das Gebäude Tuchmacherstraße 12 ist das schmalste Haus der Stadt. | Schmalstes Haus in der Tuchmacherstraße                        |  |
| Turmstraße Lage                    | 550 m                            | Wassertürme an der Straße | 1927                           | Die Turmstraße befindet sich im Stadtteil Mitte und liegt zwischen Lindenstraße und Frankfurter Straße. |                                                                |  |
| Uferstraße Lage                    | 990 m                            | Spreeufer | 1972                           | Die Uferstraße beginnt an der Magazinstraße und führt von hier parallel zum Spreeufer Richtung Osten. Sie endet als Sackgasse an einer Fabrikmauer. Die östlichen Teile der Straße liegen dahinter und sind heute Werkstraße des ansässigen Unternehmens. Die Straße in der alten Amtskolonie hieß ursprünglich Auguststraße nach dem Amtsvorsteher August Wolter. Ihren heutigen Namen erhielt sie nach Überlieferung mit dem Einzug der SED-Kreisleitung an der Straße, da keine Assoziationen zum dummen August geweckt werden sollten. |                                                                |  |
| Uhlandstraße Lage                  | 80 m                             | Ludwig Uhland (1787–1862), Dichter | 1930                           | Die Uhlandstraße ist heute eine kurze Verbindungsstraße zwischen Lange Straße und Richard-Tauber-Straße. Auf alten Stadtplänen ist ersichtlich, dass sie ursprünglich bis zur heutigen August-Bebel-Straße ging und somit auch Teile der Erich-Weinert-Siedlung und Bettina-von-Arnim-Straße sowie die Tieckstraße umfasste. Die heutige Kantstraße in Nord hieß bis 1951 auch Uhlandstraße. |                                                                |  |
| Ulanenring Lage                    | 670 m (Hauptzug)                 | Ulanenkaserne | 2004                           | Der Ulanenring ist eine Ringstraße südlich der Neuen Gartenstraße im Bereich der ehemaligen Ulanenkaserne in Mitte. |                                                                |  |
| Ulmenring Lage                     | 600 m (Hauptzug)                 | Ulmen, Pflanzengattung | 1998                           | Der Ulmenring hat eine besondere Form: Zwei Vollringe einfach verbunden untereinander und mit der Bahnhofstraße bzw. der Alten Langewahler Chaussee. Die Verbindung zwischen den Ringen ist nur für Fußgänger und Radfahrer nutzbar. |                                                                |  |
| Verdistraße Lage                   | 130 m                            | Giuseppe Verdi (1813–1901), Komponist | 1951                           | Die Verdistraße in Fürstenwalde-Nord wurde 1927 als Bentschener Straße angelegt. Besonders ist die Bebauung im Stile der Gartenstadtbewegung. |                                                                |  |
| Vogelsang Lage                     | 210 m                            | Verweis auf den Vogelreichtum der Gegend | 1933                           | Die Straße befindet sich in Nord. Sie liegt zwischen Weinbergsgrund und Amselweg. |                                                                |  |
| Vogelweg Lage                      | 300 m                            | Zufahrt zur Vogelsiedlung | 1993                           | Der Vogelweg liegt zwischen Birkenweg und Hegelstraße am Rande der Vogelsiedlung. Die Straße entstand 1927 und gehörte zur Hegelstraße. |                                                                |  |
| Wacholderstraße Lage               | 150 m                            | Wacholder, Pflanzengattung | um 1995                        | Die Wacholderstraße ist eine Stichstraße südlich der Lange Straße in Süd. |                                                                |  |
| Waldemarplatz Lage                 | 4810 m²                          | Waldemar Krause, Ketschendorfer Bürger und ehemaliger Eigentümer der Ländereien                                                                                         | etwa 1935                      | Der Waldemarplatz liegt zwischen Gärtnerstraße und Waldemarstraße in Süd. |                                                                |  |
| Waldemarstraße Lage                | 580 m                            | Waldemar Krause, Ketschendorfer Bürger und ehemaliger Eigentümer der Ländereien                                                                                         | 1870                           | Die Waldemarstraße befindet sich im Stadtteil Süd zwischen August-Bebel-Straße und Langewahler Straße. |                                                                |  |
| Waldrandsiedlung Lage              | 800 m                            | Lage am Waldrand | 1950                           | Die Waldrandsiedlung befindet sich östlich der Beeskower Chaussee unmittelbar nördlich der Bundesautobahn 12. Sie entstand ab 1934 als Stadtrandsiedlung, die Straße hieß Reinhold-Muchow-Straße. |                                                                |  |
| Waldstraße Lage                    | 170 m                            | entstanden auf ehemaligem Waldgelände | 2. Hälfte des 19. Jahrhunderts | Die Waldstraße befindet sich in Mitte zwischen Gartenstraße und Holzstraße. |                                                                |  |
| Waldweg Lage                       | 270 m                            | Weg im Wald | nach 1950                      | Der Waldweg befindet sich im Bereich der Rauenschen Ziegelei. Die Straße liegt zwischen Spreenhagener Straße und Luchweg und ist seit dem 19. Jahrhundert als Heuweg belegt. |                                                                |  |
| Wassergasse Lage                   | 220 m                            | Lage an der Spree |                                | Die Wassergasse ist eine Straße im historischen Zentrum der Stadt. Vormals hieß sie Spittelgasse nach einem früheren Hospital. Sie ist heute eine wichtige Innerortsstraße zwischen Eisenbahnstraße und Schloßstraße. |                                                                |  |
| Weideweg Lage                      | 540 m                            | Viehweide am Weg |                                | Der Weideweg befindet sich im Bereich der Ketschendorfer Gutswiesen zwischen Gutswiesenweg und Heideweg. |                                                                |  |
| Weinbergsgrund Lage                | 530 m                            | am Fuße der Weinberge | 1933                           | Die Straße in Nord ist seit 1815 nachgewiesen. Sie liegt zwischen der Trebuser Straße und der Ernst-Thälmann-Straße und wurde zunächst 1932 Käthe-Kollwitz-Straße genannt. Der Teil westlich der heutigen Werner-Seelenbinder-Straße hieß dann zwischen 1933 und 1951 Heideherrenweg. Weinbergsgrund ist Teil der Bundesstraße 168. |                                                                |  |
| Weinbergshöhe Lage                 | 220 m                            | auf halber Höhe der Weinberge | 2018                           | Die Stichstraße östlich der Molkenberger Straße in Nord hieß vorher auch Auf den Weinbergen. Zur Beseitigung der Namensdopplung wurde der kürzere Abschnitt umbenannt. |                                                                |  |
| Werner-Seelenbinder-Straße Lage    | 610 m                            | Werner Seelenbinder (1904–1944), Ringer, Kommunist | 1951                           | Die Werner-Seelenbinder-Straße befindet sich zwischen Richard-Soland-Ring und Am Berghang. Die Straße in der Siedlung „Vaterlandsdank“ wurde 1932 unter dem Namen Weinbergsweg angelegt, da sie in die Weinberge führt. |                                                                |  |
| Wielandstraße Lage                 | 440 m                            | Christoph Martin Wieland (1733–1813), Dichter | seit 1904 nachgewiesen         | Die Wielandstraße befindet sich in Fürstenwalde-Süd. Sie verbindet Hauffstraße und Lessingstraße. |                                                                |  |
| Wiesengrund Lage                   | 210 m (Ost-West-Zug)             | Beliebigkeitsbezeichnung ohne örtlichen Bezug | um 2006                        | Es handelt sich um ein Straßenkreuz nördlich der Berliner Straße in Mitte. Es besteht eine Fuß- und Radverkehrsverbindung zu Sembritzkistraße. |                                                                |  |
| Wiesenweg Lage                     | 760 m                            | Wiesen am Weg |                                | Der Wiesenweg im Ortsteil Trebus liegt zwischen Fürstenwalder Straße und Buchholzer Straße. |                                                                |  |
| Wilhelm-Busch-Straße Lage          | 280 m                            | Wilhelm Busch (1832–1908), Dichter und Zeichner | 1932                           | Die Wilhelm-Busch-Straße liegt im Westend im Stadtteil Süd zwischen Johannes-R.-Becher-Straße und Rauener Straße. |                                                                |  |
| Wilhelm-Raabe-Straße Lage          | 240 m                            | Wilhelm Raabe (1831–1910), Schriftsteller | 1933                           | Die Wilhelm-Raabe-Straße liegt in Fürstenwalde-Nord zwischen Werner-Seelenbinder-Straße und Ernst-Thälmann-Straße. Zunächst hieß die Straße an 1929 Heinrich-Zille-Straße. |                                                                |  |
| Wilhelm-Röntgen-Straße Lage        | 70 m                             | Wilhelm Conrad Röntgen (1845–1923), Physiker, Nobelpreisträger | um 1951                        | Die Wilhelm-Röntgen-Straße ist eine kurze Stichstraße östlich der Albert-Einstein-Straße im Stadtteil Süd. |                                                                |  |
| Wilhelm-Stolze-Platz Lage          | 970 m²                           | Wilhelm Stolze, ehemaliger Lehrer und Direktor der benachbarten Ketschendorfer Schule                                                                                   | 1945                           | Als Wilhelm-Stolze-Platz wird der nördlichste Bereich des Ketschendorfer Angers bezeichnet. Zwischen 1933 und 1945 hieß er Adolf-Hitler-Platz. |                                                                |  |
| Wilhelmstraße Lage                 | 820 m                            | unklar | 1822                           | Die Straße in der alten Amtskolonie besteht schon seit 1822. Sie liegt zwischen Geschwister-Scholl-Straße und Turmstraße. Zu DDR-Zeiten war die Umbenennung in Wilhelm-Pieck-Straße im Gespräch, diese wurde aber nie beschlossen. |                                                                |  |
| Windmühlenstraße Lage              | 130 m                            | Rachowitz'sche Windmühle | 2. Hälfte des 19. Jahrhunderts | Die Windmühlenstraße ist heute eine Sackgasse südlich der Holzstraße. Ursprünglich ging sie bis zur Gartenstraße. Die Abtrennung durch einen Wohnblock in den 1970er Jahren ist bis heute ein städtebaulicher Missstand, der sich insbesondere für Schüler der Grundschule an der Windmühlenstraße nachteilig auswirkt. |                                                                |  |
| Wladimir-Komarow-Straße Lage       | 820 m (Hauptzug)                 | Wladimir Michailowitsch Komarow (1927–1967), Kosmonaut, starb im Weltraum                                                                                               | 1978                           | Die Wladimir-Komarow-Straße befindet sich im Kosmonautenviertel in Füstenwalde-Nord. Die Straße wurde 1927 als Bromberger Straße angelegt und 1951 in Händelstraße umbenannt. Ihren heutigen Namen erhielt sie mit dem Bau des Kosmonautenviertels, wobei auf der Südseite noch die ursprüngliche Bebauung besteht. |                                                                |  |
| Wladislaw-Wolkow-Straße Lage       | 490 m                            | Wladislaw Nikolajewitsch Wolkow (1935–1971), Kosmonaut, starb im Weltraum                                                                                               | 1978                           | Die Wladislaw-Wolkow-Straße ist eine Ringstraße nördlich der Wladimir-Komarow-Straße im Kosmonautenviertel in Nord. Ihr Ost-West-Abschnitt ist der westliche Teil der 1927 angelegten Tarnowitzer Straße, welche ab 1951 Franz-Liszt-Straße hieß. |                                                                |  |
| Wobringstraße Lage                 | 160 m                            | K. W. Wobring, Fürstenwalder Kommunalpolitiker, Rittmeister der Landwehr                                                                                                | etwa 1890                      | Die Wobringstraße befindet sich in Mitte zwischen Sembritzkistraße und Martinigarten. |                                                                |  |
| Wriezener Straße Lage              | 740 m                            | Wriezen, Stadt in der Nähe | 1875                           | Die Wriezener Straße liegt im Stadtteil Nord. Sie verbindet die Ehrenfried-Jopp-Straße mit der Julian-Marchlewski-Straße. | Wriezener Straße                                               |  |
| Ziegeleiweg Lage                   | 330 m                            | Rauensche Ziegelei | 1950                           | Der Ziegeleiweg ist der Beginn der Verbindung zwischen der Rauenschen Ziegelei und Rauen. |                                                                |  |
| Zum Gleis Lage                     | 220 m                            | Gleis der Oderbruchbahn | 2015                           | Die Straße befindet sich im Gebiet Ausbau Ost in Nord. Sie hieß wie fast alle Straßen im Gebiet vorher Ausbau Ost. |                                                                |  |
| Zur Ketschendorfer Feldmark Lage   | 60 m                             | Wohngebiet Ketschendorfer Feldmark | 2018                           | Die Straße liegt zwischen August-Bebel-Straße und Poststraße. Sie zählte vorher zur Krausestraße. Zu dieser liegt sie allerdings versetzt. |                                                                |  |
| Zur Pintschbrücke Lage             | 230 m                            | Pintschbrücke über den Pintschhafen | 2013                           | Bei der Straße handelt es sich um einen Waldweg, der auch als westliche Grenze des Stadtparks und Übergang zum Wald angesehen werden kann. Sie Straße liegt südlich der Dr.-Wilhelm-Külz-Straße und führt zur namengebenden Brücke hin. Die Pintschbrücke ist nur für Fußgänger und Radfahrer passierbar. | namengebende Pintschbrücke                                     |  |

## Ehemalige Straßen in Fürstenwalde
Bei den ehemaligen Fürstenwalder Straßen können zwei Fälle unterschieden werden: Der „Verlust“ aufgrund städtebaulicher Überformung. Dies betrifft vornehmlich Straßen im Zentrum, die bei den großflächigen Zerstörungen im 2. Weltkrieg bzw. der anschließenden Neubebauung zerstört wurden. Der zweite Grund ist die Abtretung des Ortsbereiches Fürstenwalde-West an die Gemeinde Hangelsberg im Zuge der Gebietsveränderungen in den 1950er Jahren. In die Kategorie der ehemaligen Straßen zählen nicht die Fälle, in denen die Straßen neue Namen erhielten, baulich aber weiterbestehen.

### Nicht mehr existente Straßen
| Name                       | Länge/Größe | Namensherkunft                                                                  | Jahr der Benennung    | Anmerkungen | Bild |
| -------------------------- | ----------- | ------------------------------------------------------------------------------- | --------------------- | --- | ---- |
| Boxhammergasse Lage        | 60 m        | Hr. Boxhammer, Bürgermeister im 17. Jahrhundert                                 | 1725–1945             | Die historische Boxhammergasse lag zwischen Junker- und Herrenstraße, heute Reinheimer und Rathausstraße etwa in der Lage der Querpassage der Fürstengalerie. Mit den Zerstörungen des Zweiten Weltkriegs im Zentrum und der Neugestaltung verschwand sie. |      |
| Brahmsstraße Lage          | 110 m       | Johannes Brahms (1833–1897), Komponist, Pianist, Dirigent                       | 1951-ca. 1975         | Die Straße im Stadtteil Nord zwischen der damaligen Käthe-Kollwitz- und Richard-Wagner-Straße, die vorher Kulmer Straße hieß, verschwand im Zusammenhang mit der Errichtung des Kosmonautenviertels Ende der 1970er Jahre. Die Straße lag zwischen der westlichen und östlichen Nord-Süd-Achse des Konstantin-E.-Ziolkowski-Rings in der Höhe zwischen Siedlerweg und Daheim. |      |
| Dr.-Hecker-Straße Lage     | 150 m       | ansässige Firma                                                                 |                       | Die Dr.-Hecker-Straße in der Neuen Spreevorstadt in Süd verband die die Leistikowstraße und heutige Rudolf-Breitscheid-Straße (gegenüber der Einmündung Luise-Hensel-Straße). Die Straße wurde Teil eines Firmengeländes und überbaut. Am Grundstück Rudolf-Breitscheid-Straße 7 kann noch die Abschrägung zur Einmündung der Straße in der Grundstückseinfriedung nachvollzogen werden. |      |
| Geislergasse Lage          | 80 m        | Hr. Geisler, Gerichtsassessor und Apotheker                                     | bis 1945              | Die Geislergasse zwischen Tuchmacherstraße und Herrenstraße (Rathausstraße) im Stadtzentrum verschwand durch die Zerstörungen des Zweiten Weltkriegs und die anschließende Neugestaltung. In diesem Bereich entstand das erste Nachkriegsneubauviertel. |      |
| Kulmer Straße Lage         | 110 m       | Kulm                                                                            | 1933–1951             | Die Straße zwischen der früheren Konitzer und Soldauer Straße in Nord verschwand durch die Neubebauung des Kosmonautenviertels Ende der 1970er Jahre. 1951 erhielt sie den Namen Brahmsstraße. |      |
| Lotichiusplatz Lage        | 8200 m²     | Jacobus Lotichius, Bürgermeister 1662–1685, schrieb 1679 die erste Stadtchronik | bis ca. 1935          | Der Platz verschwand durch Überbauung in den 1930er Jahren. Seine Platzseiten erhielten die Bezeichnungen Breitenbachstraße und Schubertstraße. |      |
| Stallgasse Lage            | 160 m       | an der Straße standen ursprünglich Stallgebäude                                 |                       | Die Stallgasse in Mitte verband die Herrenstraße (heute Reinheimer Straße) und die Frankfurter Straße östlich der heutigen Musikschule. Die Einmündung in die Frankfurter Straße ist als Zufahrt zu einem Parkplatz noch erkennbar (neben Hausnummer 24). Spätestens mit der Überbauung in den 1970er Jahren (Artur-Becker- und Fiete-Schulze-Straße) verschwand die Straße, wobei die Artur-Becker-Straße vor den Hausnummern 13 und 14 den Verlauf etwas nachbildet. |      |
| Rosengasse Lage            | ca. 110 m   | Rosen                                                                           | bis ca. 1960er Jahre  | Die historische Rosengasse verband in Y-Form innerhalb der Stadtmauern die Torstraße über zwei sich trennende Gassen mit der Mühlenstraße. Am Spaltpunkt lag das sogenannte „Fürstenwalder Hosenbein“, ein Wahrzeichen der Stadt. Das komplette Rosenviertel, eine Armeleutegegend, wurde in den 1960er Jahren dem Straßenbau geopfert – entstanden ist die heutige Eisenbahnstraße zwischen Niederlagetor und Mühlenstraße, die in etwa den Verlauf der südlichen Gasse aufnimmt. Der Anschluss der nördlichen Gasse lag zwischen den Gebäuden Mühlenstraße 10 und 11. Obwohl er mit einem Zwischengebäude überbaut ist, lässt er sich noch an der eingerückten Häuserfront erahnen. |      |
| Torstraße Lage             | 20 m        | Niederlagetor                                                                   | 1880-ca. 1960er Jahre | Die Torstraße und das Rosenviertel wurden Opfer des Straßenbaus der damaligen Ernst-Thälmann-Straße zur Spreebrücke. Die historische Straße lag zwischen Fischerstraße und Niederlagetor. Vor 1880 hieß die Straße Am Niederlagetor. |      |
| Vor dem Niederlagetor Lage | ca. 90 m    | Niederlagetor                                                                   |                       | Die Straße verband das Niederlagetor vor der Stadtmauer mit der Spreebrücke. Sie lag in etwa dort, wo heute der Gehweg vor dem Gebäude Eisenbahnstraße 170–173 entlang läuft. |      |

### Straßen und Plätze in Fürstenwalde-West
Zwischen dem Ufer der Müggelspree und der Bahnstrecke Berlin-Frankfurt (Oder) entstand durch eine private Gesellschaft am westlichen Stadtrand angrenzend zur Gemeinde Hangelsberg Anfang des 20. Jahrhunderts im Stadtforst die Siedlung Fürstenwalde-West. Die Nähe zum Bahnhof Hangelsberg wird bei der Positionierung eine Rolle gespielt haben. Die über 100 Hektar große Fläche wurde 1956 nach Hangelsberg eingemeindet. Dort umfasst es die Flure 7, 8 und 9. Hangelsberg ist seit dem Jahr 2003 wiederum Teil der Gemeinde Grünheide (Mark). Die im Gebiet vorkommenden Straßennamen gehen bis auf die Kleine Berliner Landstraße noch auf die Zeit der Zugehörigkeit zur Stadt Fürstenwalde/Spree zurück.
Die Erstbenennung der Straßen und Plätze nordöstlich der Berliner Landstraße erfolgte unter dem Motiv der nach dem 1. Weltkrieg, vor allem an Frankreich, abgetretenen Gebiete, Städte und Orte. Dieser Bezug wurde im Wesentlichen nach dem 2. Weltkrieg getilgt und durch Namen nach Wissenschaftlern ersetzt. Die Straßen südwestlich der Berliner Landstraße haben bis heute noch ihre Erstbezeichnung behalten. Bis heute gibt es keine Dopplung von Straßennamen in Fürstenwalde und Fürstenwalde-West, wobei einige Straßen dieselben Personen ehren (z. B. Albert Einstein, Nikolaus Kopernikus, Wilhelm Conrad Röntgen). Die Hausnummerierung orientiert sich auf die Stadt Fürstenwalde/Spree und nicht auf Hangelsberg.
| Name                            | Länge/Größe      | Namensherkunft | Jahr der Benennung | Anmerkungen | Bild                                                          |
| ------------------------------- | ---------------- | --- | ------------------ | --- | ------------------------------------------------------------- |
| Am Anger Lage                   | 600 m (Hauptzug) | Anger |                    | Die Straße befindet sich entlang des (künstlichen) Angers. Sie beginnt und endet in der Straße Am Spreeufer. |                                                               |
| Am Spreeufer Lage               | 1450 m           | Spree |                    | Die Straße ist eine Ringstraße südwestlich der Berliner Landstraße. Sie folgt der namengebenden Spree, die hier eine Halbinsel formt.                                                                                                  | Am Spreeufer                                                  |
| Berliner Landstraße Lage        | 1230 m           | Berlin, Bundeshauptstadt |                    | Die alte Handelsstraße zwischen Fürstenwalde und Berlin ist die Hauptstraße der Siedlung. Sie ist Teil der Landesstraße 38. | Berliner Landstraße 46, einst das letzte Haus in Fürstenwalde |
| Bruno-H.-Bürgel-Straße Lage     | 300 m            | Bruno H. Bürgel (1875–1948), Schriftsteller                                                                                            | um 1950            | Die Bruno-H.-Bürgel-Straße liegt zwischen Berliner Landstraße und Röntgenstraße. Sie entstand nach 1912 und hatte zunächst den Namen Sesenheimer Straße.                                                                               |                                                               |
| Egon-Erwin-Kisch-Straße Lage    | 280 m            | Egon Erwin Kisch (1885–1948), Schriftsteller                                                                                           | um 1950            | Die Egon-Erwin-Kisch-Straße befindet sich zwischen Bruno-H.-Bürgel-Straße und Unsal. Sie entstand nach 1912. Ihr erster Name lautete Hagenauer Straße.                                                                                 |                                                               |
| Eichendorffstraße Lage          | 130 m            | Joseph von Eichendorff (1788–1857), Dichter                                                                                            | nach 1912          | Die Eichendorffstraße verbindet die Berliner Landstraße und die (östliche) Straße Am Anger. |                                                               |
| Einsteinplatz Lage              | 210 m            | Albert Einstein (1879–1955), bedeutender theoretischer Physiker, Nobelpreisträger                                                      | um 1950            | Der Einsteinplatz befindet sich zwischen Planckstraße und Huttenstraße. Der eigentliche Platz ging bis zur Berliner Landstraße. Er wurde in den 2000er Jahren überbaut. Der ursprüngliche Name des Platzes war Elsaß-Lothringer Platz. |                                                               |
| Fontanestraße Lage              | 270 m            | Theodor Fontane (1819–1898), Schriftsteller                                                                                            | nach 1912          | Die Fontanestraße liegt zwischen Berliner Landstraße und Am Spreeufer. |                                                               |
| Fröschweilerstraße Lage         | 200 m            | Fröschweiler, Gemeinde im Elsass | nach 1912          | Die Fröschweilerstraße liegt zwischen Gaußstraße und Planckstraße. Im Gegensatz zu allen anderen Straßen mit ähnlichem Bezug wurde sie nicht umbenannt.                                                                                |                                                               |
| Gaußstraße Lage                 | 370 m            | Carl Friedrich Gauß (1777–1855), Mathematiker                                                                                          | um 1950            | Die Gaußstraße verbindet die Berliner Landstraße mit der Gutenbergstraße. Sie entstand nach 1912 und hieß zunächst Straßburger Straße.                                                                                                 |                                                               |
| Gutenbergstraße Lage            | 1290 m           | Johannes Gutenberg (um 1400–1468), Erfinder des modernen Buchdrucks                                                                    | um 1950            | Die Gutenbergstraße liegt neben der Bahnstrecke Berlin-Frankfurt (Oder), wobei der zwischenliegende Waldsaum schon zur Stadt Fürstenwalde/Spree gehört. Die Straße entstand nach 1912 und hieß zunächst Lothringer Straße.             |                                                               |
| Hangelsberger Straße Lage       | 270 m            | Hangelsberg |                    | Die Hangelsberger Straße ist die westlichste Straße der Siedlung. Sie ist das Ende der früheren Verbindung Jänickendorf-Hangelsberg. Sie liegt zwischen Berliner Landstraße und Gutenbergstraße.                                       |                                                               |
| Hardenbergstraße Lage           | 190 m            | Karl August von Hardenberg (1750–1822), preußischer Staatsmann                                                                         | nach 1912          | Die Hardenbergstraße liegt zwischen Sesselmannstraße und Am Spreeufer. |                                                               |
| Humboldtstraße Lage             | 160 m            | Wilhelm von Humboldt (1767–1835), preußischer Staatsmann                                                                               | nach 1912          | Die Humboldtstraße liegt zwischen Berliner Landstraße und Sesselmannstraße. |                                                               |
| Huttenstraße Lage               | 240 m            | vermutlich Ulrich von Hutten (1488–1523), Humanist und Dichter                                                                         | um 1950            | Die Huttenstraße beginnt an der Berliner Landstraße und endet an der Gutenbergstraße. Sie entstand nach 1912 unter dem Namen Colmarer Straße.                                                                                          |                                                               |
| Kleine Berliner Landstraße Lage | 120 m            | Berliner Landstraße |                    | Die Kleine Berliner Landstraße liegt parallel zur Berliner Landstraße zwischen Bruno-H.-Bürgel-Straße und Gaußstraße. |                                                               |
| Kopernikusstraße Lage           | 200 m            | Nikolaus Kopernikus (1473–1543), Astronom, Arzt                                                                                        | um 1950            | Die Kopernikusstraße liegt zwischen Unsal und Pawlowstraße. Sie entstand nach 1912 und hatte zunächst den Namen Tondern'sche Straße.                                                                                                   |                                                               |
| Nordmarkplatz Lage              | 90 m             | Nordmark, Markgrafschaft des Heiligen Römischen Reichs, aus der später die Mark Brandenburg hervorging                                 | nach 1912          | Der Nordmarkplatz liegt zwischen Kopernikusstraße und Röntgenstraße. Ursprünglich ging er bis zur Pawlowstraße (bzw. Haderslebener Straße). Heute ist der eigentliche Platz überbaut.                                                  |                                                               |
| Pawlowstraße Lage               | 310 m            | Iwan Petrowitsch Pawlow (1849–1936), Mediziner und Physiologe, Nobelpreisträger                                                        | um 1950            | Die Pawlowstraße liegt zwischen Egon-Erwin-Kisch-Straße und Gutenbergstraße. Sie wurde nach 1912 angelegt. Ihr erster Name lautete Haderslebener Straße.                                                                               |                                                               |
| Planckstraße Lage               | 310 m            | Max Planck (1858–1947), Physiker, Nobelpreisträger                                                                                     | um 1950            | Die Planckstraße entstand nach 1912 und hatte den Namen Metzer Straße. Sie liegt zwischen Berliner Landstraße und Gutenbergstraße. |                                                               |
| Röntgenstraße Lage              | 1270 m           | Wilhelm Conrad Röntgen (1845–1923), Physiker, Nobelpreisträger                                                                         | um 1950            | Die Röntgenstraße liegt zwischen Unsal und Hangelsberger Straße. Die nach 1912 entstandene Straße hier zunächst Elsässer Straße. |                                                               |
| Sesselmannstraße Lage           | 270 m            | Friedrich Sesselmann (1410–1483), Bischof von Lebus (1455–1483)                                                                        | nach 1912          | Die Sesselmannstraße liegt zwischen Am Spreeufer und Steinstraße. |                                                               |
| Steinstraße Lage                | 230 m            | Heinrich Friedrich Karl vom und zum Stein (1757–1831), preußischer Staatsmann                                                          | nach 1912          | Die Steinstraße liegt zwischen Am Anger und Am Spreeufer. |                                                               |
| Unsal Lage                      | 540 m            | Die Stätte Unsal ist eine alte Ablage an der Spree. Der Name wird als unselig gedeutet, da hier eine Siedlung untergegangen sein soll. | nach 1912          | Die Straße liegt zwischen Berliner Landstraße und Gutenbergstraße. Es handelt sich um die östlichste Straße der Siedlung. Hier befindet sich auch der Friedhof der Siedlung.                                                           |                                                               |